# Аполлон (космічна програма)
Програма «Аполлон» (англ. Apollo program), також проєкт «Аполлон» — програма пілотованих космічних польотів, здійснена Національним управлінням з аеронавтики і дослідження космічного простору (НАСА) уряду США, у рамках якої в період між 1968 і 1972 роками вдалося вперше висадити людей на Місяць.
Програма «Аполлон» була задумана у 1960 році за часів адміністрації президента Дуайта Ейзенхауера. Вона передбачала розробку космічного корабля, розрахованого на трьох осіб, що мав стати продовженням проєкту одномісного космічного корабля «Меркурій», на якому в космос були відправлені перші американці. Пізніше програма «Аполлон» стала базою для реалізації національної задачі на 1960-ті роки, поставленої президентом США Джоном Кеннеді у зверненні до Конгресу 25 травня 1961 року, — «висадити людину на Місяць і безпечно повернути її на Землю». Це була третя американська програма пілотованих польотів у космос після одномісного «Меркурія» і двомісного «Джеміні», задуманого в 1961 році як розширення можливостей космічних польотів для пророблення програми «Аполлон».
Мета Кеннеді була досягнута під час місії «Аполлон-11»: 20 липня 1969 року астронавти Ніл Армстронг і Базз Олдрін сіли на поверхню Місяця в Місячному модулі (LM) «Аполлона», у той час як Майкл Коллінз чекав їх повернення на навколомісячній орбіті в Командно-службовому модулі (CSM), а 24 липня всі троє успішно приземлилися в Тихому океані. Під час п'ятьох наступних місій «Аполлона» астронавти теж висаджувалися на Місяць. Остання місія, «Аполлон-17», відбулася в грудні 1972 року. Під час цих шести космічних польотів на Місяці побувало 12 осіб. Ці шість польотів за програмою «Аполлон» — єдині в історії людства, коли люди висаджувалися на іншому космічному тілі.
Програма «Аполлон» тривала з 1961 по 1972 рік, а перший політ з екіпажем відбувся у 1968 році. У 1967 році проєкт зазнав серйозної невдачі, коли під час передстартових випробувань у кабіні «Аполлона-1» спалахнула пожежа, у якій загинув весь екіпаж. Після першої успішної посадки залишилося достатньо обладнання для дев'яти наступних польотів з планом розширеного геологічного (точніше, селенологічного) й астрофізичного дослідження Місяця. Три з них довелося скасувати через скорочення бюджету. Під час п'ятьох із шести місій, що залишилися, вдалося здійснити успішні посадки на Місяці, але посадці «Аполлона-13» завадив вибух кисневого бака на етапі перельоту до Місяця, який пошкодив Командно-службовий модуль. Екіпаж з великими зусиллями повернувся на Землю, використавши Місячний модуль як «рятувальну шлюпку» на зворотному шляху.
Запуски «Аполлонів» здійснювалися за допомогою ракет-носіїв сімейства «Сатурн». Згодом вони використовувалися також для програми Apollo Applications Program, до якої входили космічна станція «Скайлеб», що підтримувала три екіпажні місії в 1973—1974 роках, та випробувальний проєкт «Союз — Аполлон» — здійснену в 1975 році спільну місію США і СРСР зі стикування на низькій навколоземній орбіті. Ці пізніші програми вважаються частиною повної програми «Аполлон».
Програма «Аполлон» — видатне досягнення науки й техніки сучасної цивілізації. Вона стала реалізацією кількох важливих етапів в історії польотів людини в космос. Станом на 2014 рік це єдина програма, у рамках якої здійснювалися пілотовані місії за межі низької навколоземної орбіти. «Аполлон-8» — перший пілотований космічний корабель, який облетів інше небесне тіло, а «Аполлон-11» — перший пілотований космічний корабель, який здійснив висадження на нього людей.
Загалом під час програми «Аполлон» на Землю було доставлено 382 кг місячних каменів і ґрунту, що стало значним внеском у розуміння складу й геологічної історії Місяця. Програма заклала основу для подальших польотів людини в космос, а також профінансувала будівництво Космічного центру імені Ліндона Джонсона і Космічного центру імені Кеннеді. «Аполлон» стимулював розвиток численних галузей і технологій, пов'язаних із ракетобудуванням і пілотованими польотами, зокрема авіоніку, телекомунікації та комп'ютери.
Автор розрахунків оптимальної траєкторії польоту з Землі на Місяць (так званої «траси Кондратюка») — український науковець — Юрій Кондратюк.

## Назва
Програма названа на честь Аполлона — грецького бога світла, музики і Сонця; її придумав менеджер НАСА Ейб Сільверстайн. Пізніше він сказав: «Я назвав космічний корабель так, як назвав би свою дитину». Сільверстайн вибрав назву вдома одного вечора на початку 1960 року, оскільки відчував, що «Аполлон, який їде на своїй колісниці по Сонцю, відповідає грандіозному масштабу запропонованої програми».
На самому початку програма мала на меті насамперед розробку вдосконаленого пілотованого космічного корабля — Командно-службового модуля «Аполлон», який прийшов би на зміну програмі «Меркурій». Висадження на Місяць стало основною метою програми лише в 1961 році. Продовженням програми «Меркурій» стала програма «Джеміні», у рамках якої випробувалися й вивчалися передові технології пілотованих космічних польотів.

## Підґрунтя

### Походження та техніко-економічні обґрунтування космічних апаратів
Програма «Аполлон» була задумана за часів адміністрації Дуайта Ейзенхауера на початку 1960 року як продовження програми «Меркурій». Капсула корабля «Меркурій» вміщала лише одного астронавта в обмеженій місії на навколоземній орбіті, але капсула «Аполлона» мала вміщати трьох. Можливі місії передбачали доставлення екіпажів на космічну станцію, польоти навколо Місяця і, зрештою, висадження екіпажу на Місяць.
У липні 1960 року заступник адміністратора НАСА Г'ю Драйден анонсував програму «Аполлон» представникам різних галузей промисловості на серії конференцій Космічної робочої групи (Space Task Group). Було визначено попередні технічні характеристики космічного корабля з кабіною пілотажного модуля, відокремленою від командного модуля (кабіни пілотування й повернення), та модулем рушійної установки й обладнання.
30 серпня було оголошено конкурс на розробку техніко-економічного обґрунтування, а 25 жовтня було укладено три контракти на проведення досліджень з компаніями General Dynamics/Convair, General Electric і Glenn L. Martin Company. Водночас НАСА проводило власні дослідження конструкції космічного корабля під керівництвом Максима Фаже з метою оцінювати й контролювати три проєкти, здійснювані промисловими компаніями.

### Посилення політичного тиску
У листопаді 1960 року президентом США був обраний Джон Кеннеді. У своїй передвиборчій кампанії він обіцяв американцям перевагу над Радянським Союзом у сфері космічних досліджень і протиракетної оборони. До виборів 1960 року Кеннеді виступав проти «відставання в ракетній техніці», яке, на його думку та думку багатьох інших сенаторів, утворилося між США та СРСР через бездіяльність президента Ейзенхауера. Окрім військової могутності, Кеннеді використовував аерокосмічні технології як символ національного престижу, пообіцявши, що США будуть «не „перші, але“, не „перші, а також“, не „перші, якщо“, а просто перші».
Утім, незважаючи на свою риторику, Кеннеді, ставши президентом, не одразу ухвалив рішення щодо статусу програми «Аполлон». Він мало знав про технічні деталі космічної програми, і його відлякували величезні фінансові витрати, яких вимагало висадження екіпажу на Місяць і повернення його на Землю. Коли новопризначений адміністратор НАСА Джеймс Вебб попросив у Кеннеді 30-відсоткове збільшення бюджету для свого агентства, той підтримав пришвидшення загальної програми НАСА з виробництва ракет-носіїв, але рішення щодо ширшого питання відклав.
12 квітня 1961 року радянський космонавт Юрій Гагарін став першою людиною, яка здійснила політ у космос, через що побоювання американців залишитися позаду в технологічному змаганні з Радянським Союзом посилилися. Наступного дня після польоту Гагаріна на засіданні Комітету з науки й астронавтики Палати представників Конгресу США багато конгресменів пообіцяли підтримати аварійну програму, спрямовану на те, щоб Америка наздогнала СРСР. Кеннеді відреагував на цю новину стримано, відмовившись брати на себе зобов'язання щодо відповіді Америки на дії Радянського Союзу.

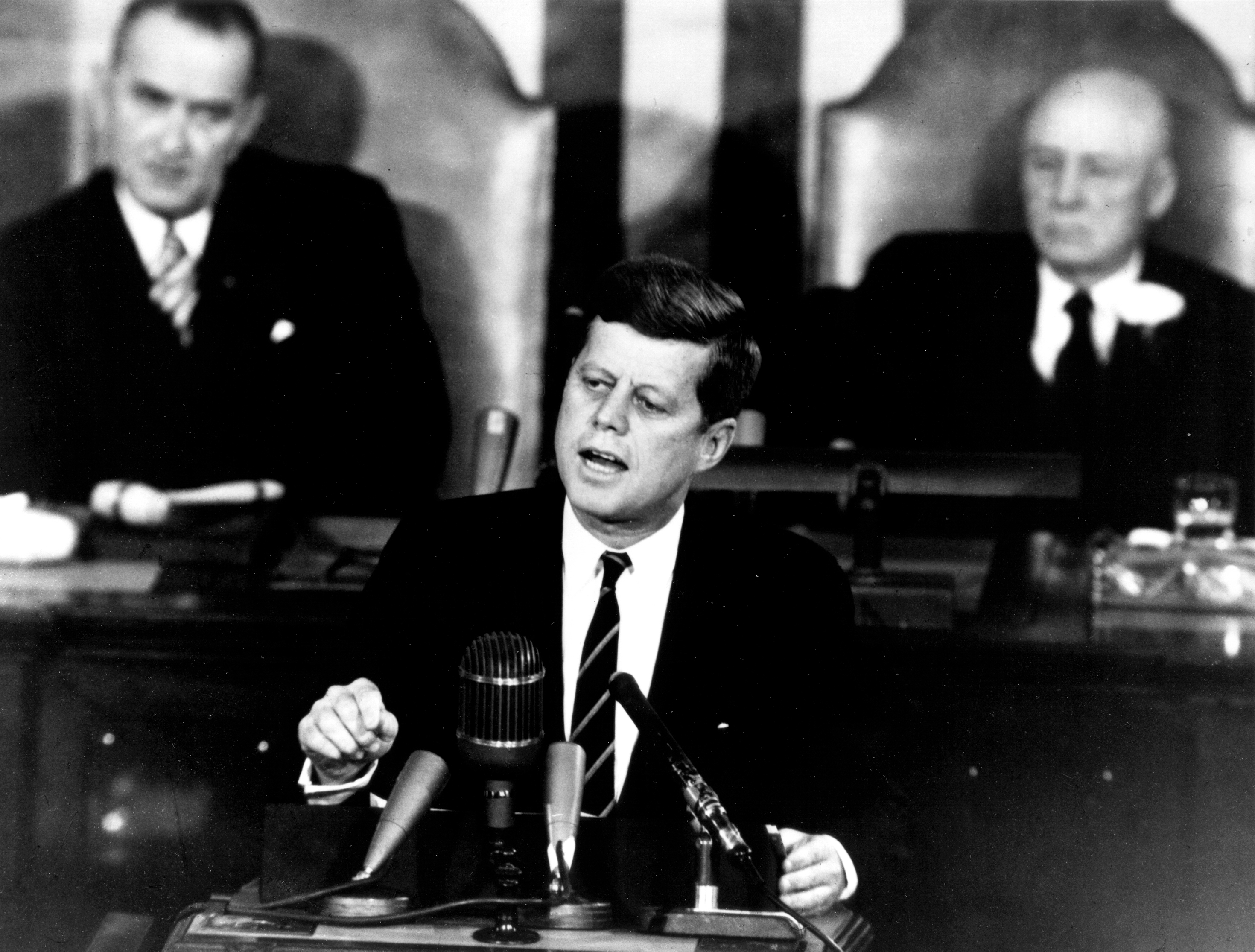
Президент Джон Кеннеді виступає зі своєю пропозицією висадити людину на Місяць перед спільним засіданням Конгресу, 25 травня 1961 року.

20 квітня 1961 року Кеннеді надіслав службову записку віцепрезиденту Ліндону Джонсону, у якій попросив того з'ясувати стан американської космічної програми, а також інших програм, які могли б дати НАСА змогу надолужити згаяне. Джонсон відповів приблизно через тиждень, дійшовши висновку:
Ми не докладаємо максимальних зусиль і не досягаємо результатів, необхідних для того, щоб наша країна вийшла на лідируючі позиції.
У записці було зроблено висновок, що висадження людей на Місяць — справа віддаленого майбутнього, і що, найімовірніше, Сполучені Штати здійснять її першими.

25 травня 1961 року, через 20 днів після першого польоту американського екіпажу в космос на кораблі «Фрідом-7», Джон Кеннеді у Спеціальному посланні до Конгресу про нагальні національні потреби запропонував здійснити висадження людей на Місяць:
Прийшов час робити більші кроки, час для нового великого американського починання: час для нашої нації чітко взяти на себе провідну роль у космічних досягненнях, які багато в чому можуть стати ключем до нашого майбутнього на Землі.

…Я вважаю, що наша нація повинна взяти на себе зобов'язання досягти цієї мети ще до закінчення цього десятиліття — висадити людину на Місяць і безпечно повернути її на Землю. Жоден інший космічний проєкт у цей період не буде більш вражаючим для людства і більш важливим у довгостроковому дослідженні космосу; і жоден не буде настільки складним і дорогим у виконанні.

## Розширення НАСА
На той момент, коли Кеннеді висунув свою пропозицію, лише один американець здійснив політ у космос, причому менш ніж за місяць до цього, а НАСА ще жодного разу не відправляло астронавтів у більш-менш тривалий орбітальний політ. Навіть деякі співробітники НАСА сумнівалися, що амбітної мети Кеннеді вдасться досягти. У 1963 році Кеннеді навіть обмірковував можливість того, щоб погодитися на спільну місію США і СРСР на Місяць, тим самим уникнувши потреби дублювати зусилля.
Оскільки замість туманних цілей зі створення космічних станцій і здійснення навколомісячних польотів з'явилася конкретна ціль — висадити людей на Місяць, — НАСА вирішило, що для пришвидшення розробки доведеться скасувати проєкти техніко-економічного обґрунтування Convair, GE і Martin і доручити проєктування Командно-службового модуля команді під керівництвом Максима Фаже. Було вирішено, що пілотажний модуль корисний лише як додаткове приміщення, а отже, є непотрібним. У жовтні 1961 року НАСА використало проєкт Фаже як основу на черговому конкурсі з фінансування розробки космічних кораблів. 28 листопада 1961 року було оголошено, що контракт виграла компанія North American Aviation, хоча її пропозиція була оцінена не так високо, як пропозиція компанії Martin. Джеймс Вебб, Г'ю Драйден і Роберт Сіманс віддали перевагу компанії North American Aviation тому, що вона довше співпрацювала з НАСА та її попередником — Національним консультативним комітетом з повітроплавання (НАКА).
Щоб висадити людей на Місяць до кінця 1969 року, було потрібне різке пришвидшення технологічних розробок і виділення великих ресурсів в обсязі 25 млрд дол. (182 млрд дол. у цінах 2023 року). У мирний час жодна країна ще не робила настільки великих інвестицій. У піковий час виконання програми «Аполлон» забезпечували 400 000 працівників, а також понад 20 000 промислових фірм та університетів.
1 липня 1960 року НАСА заснувало Центр космічних польотів імені Маршалла (MSFC) у Гантсвіллі, штат Алабама. MSFC розробив ракети-носії важкого класу «Сатурн», які були потрібні для «Аполлона».

### Центр пілотованих космічних польотів
Стало зрозуміло, що управління масштабною програмою «Аполлон» перевищить можливості Космічної робочої групи (Space Task Group) Роберта Гілрута, яка керувала національною космічною програмою пілотованих польотів із Дослідного центру НАСА в Ленглі (LaRC). Тому Гілрута уповноважили перетворити свою організацію на новий центр НАСА — Центр пілотованих космічних польотів (MSC). Місцем базування оновленої організації був обраний Х'юстон, штат Техас. Землю для неї виділив Університет Райса, і 19 вересня 1961 року адміністратор НАСА Джеймс Вебб оголосив про ці зміни. Було також зрозуміло, що незабаром потреби НАСА перевищать можливості бази управління місіями і стартових комплексів на мисі Канаверал у Флориді, тому новий Центр управління польотами потрібно було включити до складу MSC.

У вересні 1962 року (на той момент у космосі вже побували два астронавти проєкту «Меркурій») Роберт Гілрут перемістив свою організацію в орендоване приміщення в Х'юстоні, а будівництво Центру пілотованих космічних польотів перебувало в активній фазі) Джон Кеннеді, відвідавши Університет Райса, повторив свій виклик у своїй знаменитій промові:
Дехто питає: а чому, власне, Місяць? Чому ми обрали своєю метою саме його? І цілком слушним є запитання: навіщо лізти на найвищу гору? А навіщо 35 років тому люди перелітали через Атлантику? Ми вирішили летіти на Місяць. Ми вирішили летіти на Місяць у цьому десятилітті і робити багато іншого — не тому, що це легко, а тому, що це важко; тому, що ця мета допоможе організувати й оцінити наші найкращі зусилля й навички; тому, що це той виклик, який ми готові прийняти, який ми не хочемо відкладати, і з яким ми маємо намір впоратися…
Будівництво Центру пілотованих космічних польотів було завершено у вересні 1963 року. У 1973 році після смерті Ліндона Джонсона Конгрес США перейменував центр на його честь, і відтоді він називається Космічний центр імені Ліндона Джонсона.

### Центр управління запусками
Стало також зрозуміло, що потреби програми «Аполлон» перевищать можливості пускових комплексів на космодромі Канаверал у Флориді. У північній його частині вже будувалися два новітні пускові комплекси для ракет «Сатурн I» і «Сатурн IB» — LC-34 і LC-37. Але для гігантської ракети, необхідної для пілотованого польоту на Місяць, потрібен був ще більший пусковий комплекс, тому в липні 1961 року розпочалося придбання землі для Центру управління запусками (LOC), розташованого на північ від мису Канаверал, на острові Меррітт-Айленд. Проєктуванням, розробкою та будівництвом центру займався Курт Дебус, член старої команди інженерів Вернера фон Брауна, яка працювала ще над ракетою «Фау-2». Дебуса призначили першим директором Центру управління запусками. Будівництво комплексу розпочалося в листопаді 1962 року. Після вбивства Джона Кеннеді наступний президент США Ліндон Джонсон 29 листопада 1963 року видав указ про перейменування космодрому і мису Канаверал на честь Кеннеді.

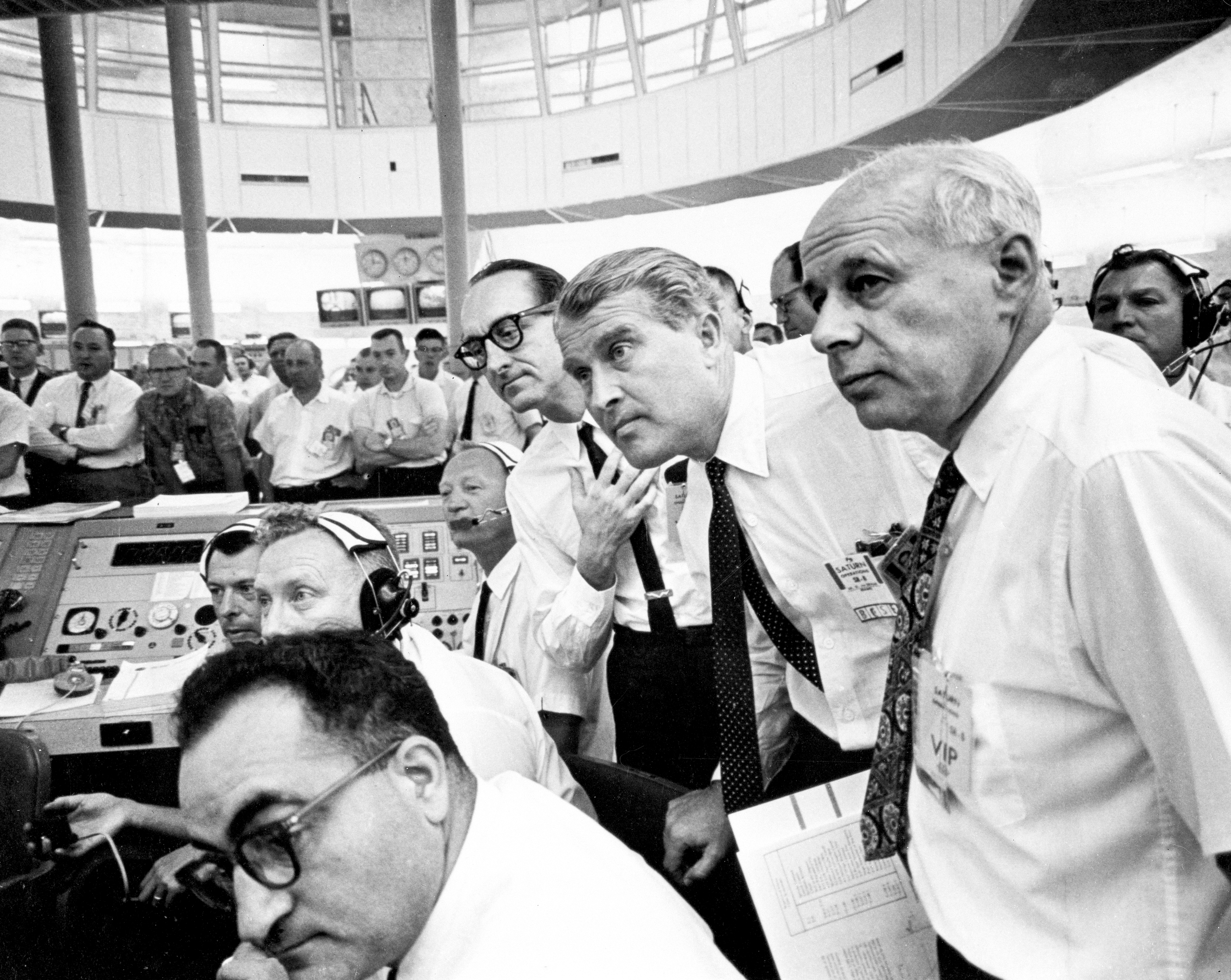
Джордж Мюллер, Вернер фон Браун і спостерігають за запуском AS-101 з вогневої кімнати.

До складу космодрому входив стартовий комплекс LC-39, Центр управління запусками і Будівля вертикальної збірки (VAB) об'ємом 3 700 000 м3, у якій космічний корабель (ракета-носій і космічний апарат) збирають на пересувній пусковій платформі, а потім переміщують гусеничним транспортером на один із декількох пускових майданчиків. Планувалося збудувати щонайменше три майданчики, але в жовтні 1965 року було завершено будівництво лише двох, А і В. До складу космодрому також входив Монтажно-випробувальний корпус (OCB), у якому перебували космічні кораблі «Джеміні» і «Аполлон» перед тим, як їх приєднували до ракет-носіїв. Космічний корабель «Аполлон» можна було випробовувати у двох вакуумних камерах, здатних імітувати атмосферний тиск на висоті до 76 км, що майже не відрізняється від вакууму.

### Організація
Адміністратор НАСА Джеймс Вебб усвідомлював, що для належного контролю виконання програми «Аполлон» необхідно покращити навички управління проєктами в організації, тому він запросив на високу керівну посаду Джорджа Мюллера. Той погодився, але за умови, що він матиме право голосу в реорганізації НАСА, необхідне для ефективного управління програмою «Аполлон». Згодом Джеймс Вебб разом із помічником адміністратора (а пізніше — заступником адміністратора) Робертом Сімансом почав реорганізовувати Управління пілотованих космічних польотів (OMSF). 23 липня 1963 року Вебб оголосив про призначення Мюллера заступником помічника адміністратора з питань пілотованих космічних польотів замість тодішнього помічника адміністратора Брейнерда Голмса, який з 1 вересня пішов на пенсію. Згідно з планом реорганізації Вебба, директори Центру пілотованих космічних польотів (Роберт Гілрут), Центру космічних польотів імені Маршалла (Вернер фон Браун) та Центру управління запусками (Курт Дебус) стали підпорядковувалися Мюллеру.
Спираючись на свій досвід роботи в ракетних проєктах для Повітряних сил США, Мюллер зрозумів, що кваліфікованих менеджерів можна знайти серед високопоставлених офіцерів. З огляду на це він отримав у Вебба дозвіл найняти генерала Семюела Філліпса, який мав репутацію ефективного керівника програмою Minuteman, на посаду інспектора програми Управління пілотованих космічних польотів. Начальник Філліпса Бернгард Шрайвер погодився передати Філліпса в розпорядження НАСА разом із підлеглими йому офіцерами — за умови, що його буде призначено директором програми «Аполлон». Мюллер погодився, і Філліпс керував програмою з січня 1964 року до першої посадки людини в липні 1969 року, після чого повернувся на службу у Повітряні сили.
Чарльз Фішман (Charles Fishman) у своїй книзі «Один гігантський стрибок» оцінив кількість людей і організацій, залучених до програми «Аполлон», як «410 000 чоловіків і жінок із приблизно 20 000 різних компаній, які зробили свій внесок у цю справу».

## Вибір концепції місії

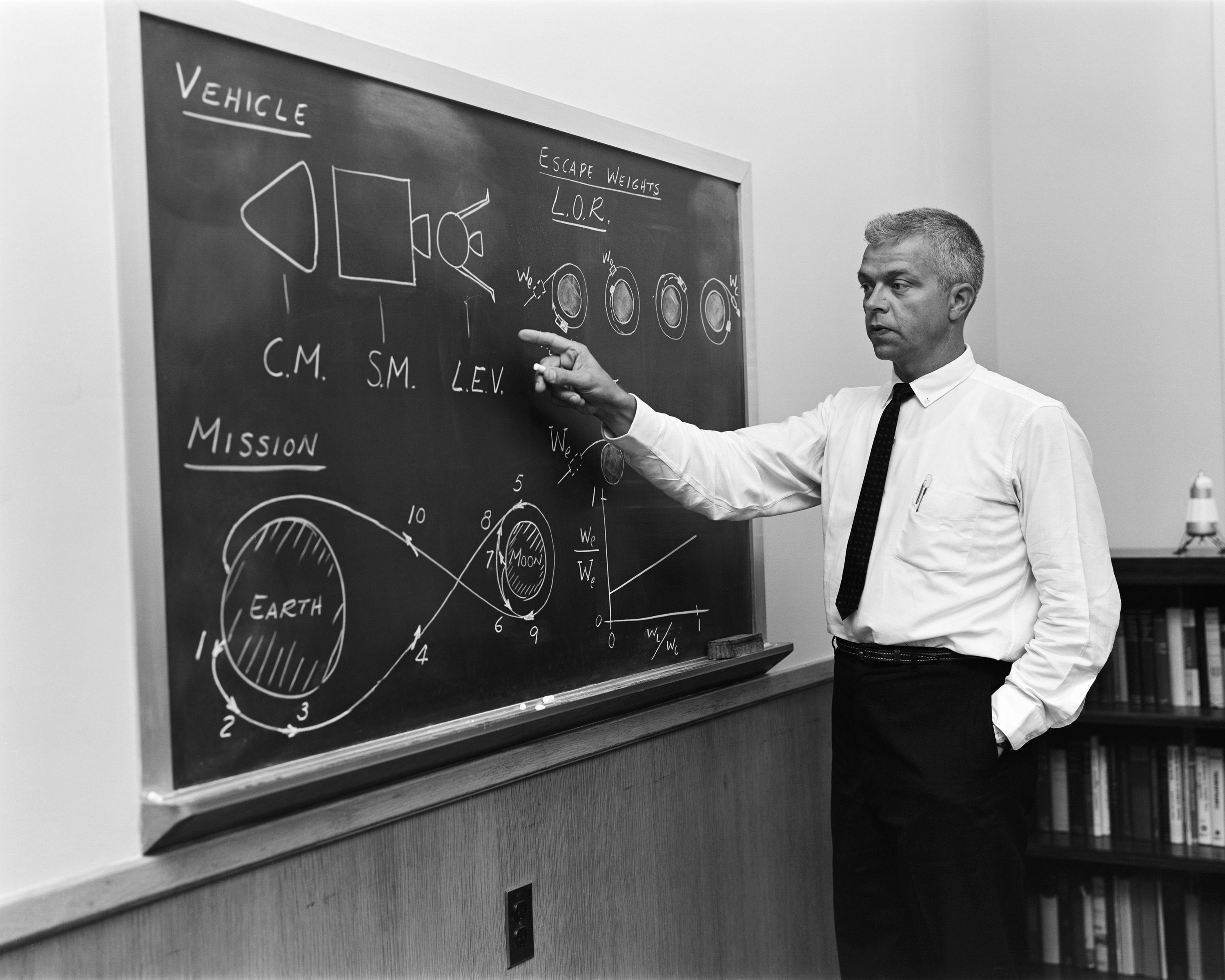
Джон Губолт пояснює концепцію «стикування на орбіті Місяця» (траси Кондратюка).

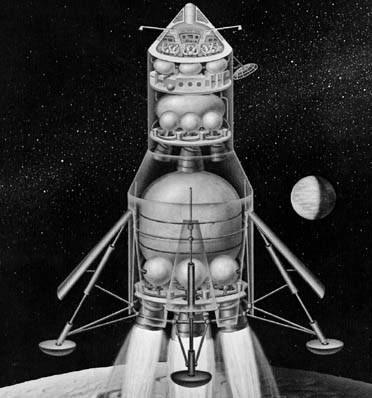
Одна з ранніх конфігурацій «Аполлона» для прямого спуску і «», 1961 рік.

Після того як Джон Кеннеді визначив мету, перед планувальниками місії «Аполлон» постала задача спроєктувати космічний корабель, здатний її досягти в умовах обмежених витрат і можливостей наявних технологій і водночас із мінімальним ризиком для життя членів екіпажу.
Було розглянуто чотири можливі концепції місії:
- Прямий зліт[en]: космічний корабель запускається як єдине ціле і прямує безпосередньо до поверхні Місяця, без попереднього виходу на місячну орбіту. Корабель, що повертається на Землю, має вагу 23 000 кг. Усі три астронавти висаджуються на Місяць на спускному модулі вагою приблизно 51 000 кг, який згодом на ньому й залишається. Ця концепція вимагала розробки надзвичайно потужної ракети-носія «Сатурн C-8[en]» або «Нова[en]» для доставки на Місяць корисного вантажу вагою 74 000 кг[41][42].
- Зустріч на навколоземній орбіті[en] (EOR): кілька ракетних запусків (за деякими планами, до 15) виводять частини космічного апарата прямого зльоту та силові установки на навколоземну орбіту. Там вони збираються в єдиний космічний корабель, який вирушає на траєкторію польоту до Місяця (TLI).
- Зустріч на поверхні Місяця: два космічні апарати запускаються послідовно. Перший, автоматичний апарат, який доставляє паливо для повернення на Землю, здійснює посадку на Місяці. Через деякий час за ним вирушає другий, пілотований апарат. Паливо з автоматичного корабля переноситься на пілотований, після чого той злітає на ньому з Місяця й повертається на Землю[41].
- Зустріч на навколомісячній орбіті (LOR): ця концепція виявилася найоптимальнішою — за допомогою неї космічний корабель «Аполлон-11» 20 липня 1969 року доставив астронавтів на поверхню Місяця, а потім повернув їх на Землю. Одна ракета-носій «Сатурн V» доставила до Місяця космічний корабель вагою 43 947 кг. Він складався з Командно-службового модуля вагою 28 852 кг, який залишався на навколомісячній орбіті, і двоступеневого Місячного модуля вагою 15 095 кг. Місячний модуль доставив двох астронавтів на поверхню Місяця (один астронавт залишався на навколомісячній орбіті), потім злетів, пристикувався до Командно-службового модуля і був скинутий[43]. Оскільки на Місяць садився значно легший корабель, а злітав з Місяця ще легший (4555 кг), загальна маса, яку потрібно було повернути на Землю, була мінімальною. Утім, з огляду на ризики під час стикування цю концепцію розглядали останньою.

На початку 1961 року НАСА схилялося до концепції прямого зльоту. Чимало інженерів побоювалися, що зближення й стикування, які на той момент ще не були відпрацьовані навіть на навколоземній орбіті, на навколомісячній будуть майже неможливими. Натомість прихильники зустрічі на навколоземній орбіті, зокрема Джон Губолт із Дослідного центру НАСА в Ленглі, наголошували на тому, що ця концепція дає змогу значно зменшити вагу корабля. З огляду на це Губолт протягом 1960 і 1961 років проводив кампанію за визнання зустрічі на навколоземній орбіті життєздатним і практичним варіантом. В обхід затверджених процедур НАСА він надіслав низку службових записок і звітів з цього питання заступникові адміністратора Роберту Сімансу. Усвідомлюючи, що його думка — «голос волаючого в пустелі», Губолт благав, щоб варіант зустрічі на навколоземній орбіті не відкидали в дослідженнях цього питання.
У липні 1961 року Сіманс створив спеціальний комітет на чолі з його технічним помічником Ніколасом Головіним (Nicholas E. Golovin), який мав надати рекомендації щодо ракети-носія для програми «Аполлон». Це стало поворотним моментом у виборі рішення щодо концепції місії. Комітет визнав, що обрана концепція вирішальним чином впливає на вибір ракети-носія, і висловився на користь гібридної концепції, яка передбачала стикування і на навколоземній, і на навколомісячній орбіті (EOR-LOR). Розгляд концепції LOR, а також неперервна агітаційна робота Губолта відіграли важливу роль у популяризації працездатності цього підходу. Наприкінці 1961-го і на початку 1962 року члени Центру пілотованих космічних польотів (MSC) почали підтримувати варіант із зустріччю на навколомісячній орбіті — зокрема новопризначений заступник директора Управління пілотованих космічних польотів (OMSF) Джозеф Ши, який став прихильником цього варіанту. Інженери Центру космічних польотів імені Маршалла (MSFC), які вкладали значні кошти й зусилля в концепцію прямого злету, переконувалися в його перевагах довше; про їхню згоду Вернер фон Браун оголосив на брифінгу 7 червня 1962 року.
Але навіть після того, як у НАСА досягли внутрішньої згоди, сперечання не припинилися. Науковий радник Джона Кеннеді Джером Візнер, який висловлював Кеннеді своє негативне ставлення до польотів людини в космос ще до вступу президента на посаду і виступав проти рішення висаджувати людей на Місяць, найняв Ніколаса Головіна, який залишив НАСА, керівником своєї «Групи з питань космічних апаратів» (Space Vehicle Panel) — нібито для моніторингу, але насправді щоб просувати сумніви щодо рішень НАСА, ракети-носія «Сатурн V» та концепції зустрічі на навколомісячній орбіті. Через це Ши, Сімансу і навіть Веббу доводилося захищатися, офіційне оголошення в пресі 11 липня 1962 року затрималося, Вебба був змушений називати це рішення «попереднім».
Візнер продовжував тиснути і навіть висловив свою незгоду під час дводенного вересневого візиту президента до Центру космічних польотів ім. Маршалла — під час презентації фон Брауна Візнер вигукнув перед журналістами: «Ні, це не добре». Вебб втрутився і став на захист фон Брауна. Суперечку припинив Кеннеді, заявивши, що це питання «ще підлягає остаточному розгляду». Вебб залишився непохитним і опублікував запит на комерційну пропозицію для потенційних підрядників Місячного екскурсійного модуля (LEM). Візнер врешті-решт поступився, не бажаючи остаточно вирішувати суперечку в кабінеті Кеннеді через участь президента в Карибській кризі в жовтні і побоювання, що Кеннеді підтримає Вебба. У листопаді 1962 року НАСА оголосило про вибір компанії Grumman Corporation як підрядника, який розроблятиме Місячний екскурсійний модуль.

## Космічний корабель

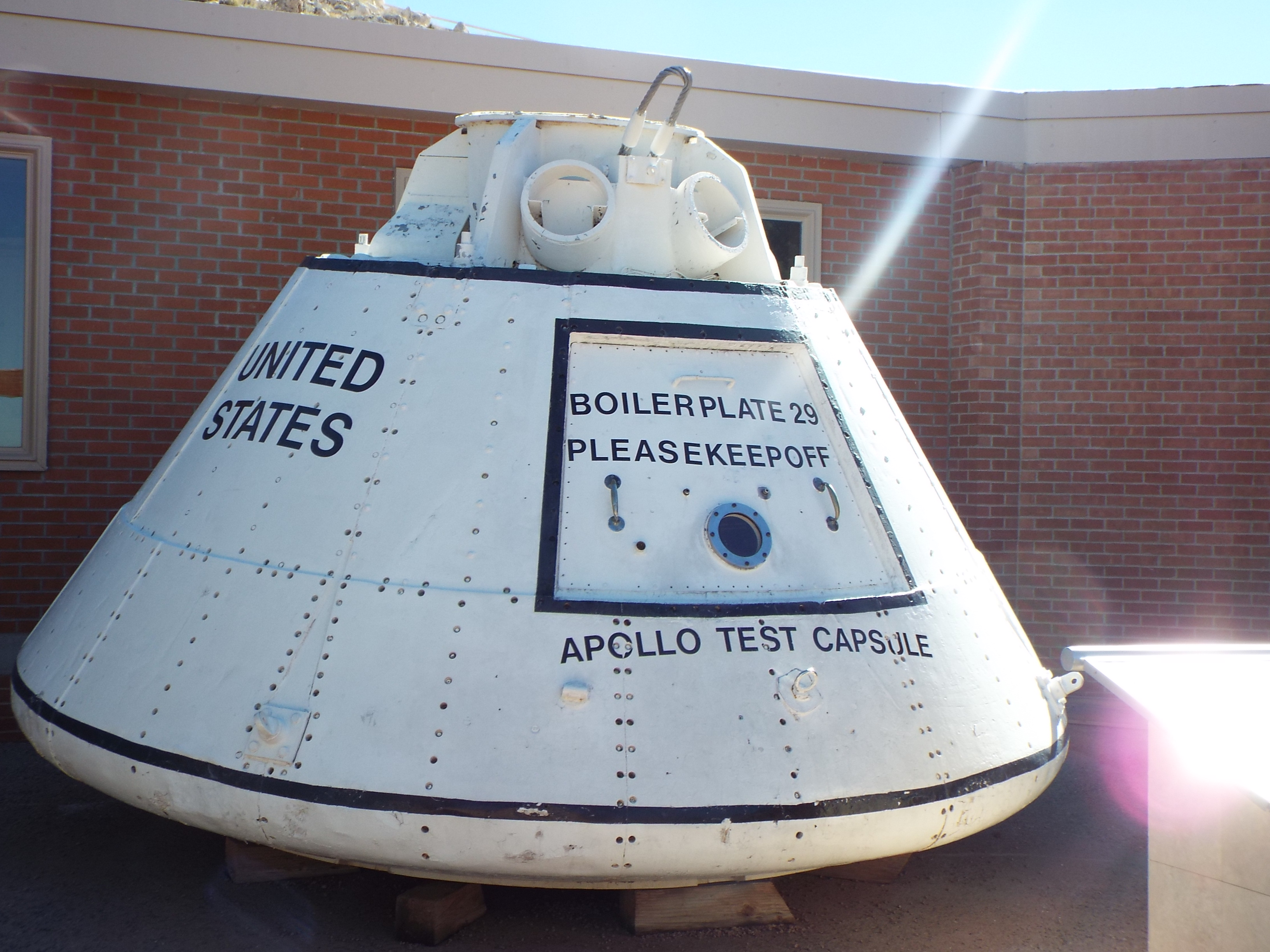
Командний модуль «Аполлона», виставлений у Виставковому центрі Meteor Crater у місті Вінслов, штат Аризона.

Первинний проєкт «Аполлона», зроблений Максимом Фаже, передбачав створення конусоподібного командного модуля, приєднаного до одного з кількох службових модулів, що забезпечували тягу й електроенергію та відповідали габаритам космічної станції, а також ракет для навколомісячних місій та місій із висадженням на Місяць. Після того як мета Джона Кеннеді щодо висадження людей на Місяць стала офіційною, розпочалося детальне проєктування Командно-службового модуля (CSM), у якому екіпаж мав перебувати протягом усього етапу прямого злету, а потім за допомогою більшого посадкового рушійного модуля відірватися від поверхні Місяця для зворотної подорожі до Землі. Остаточний вибір концепції польоту — зустріч на навколомісячній орбіті — змінив роль командно-службового модуля: він перетворився на «пором», який мав транспортувати екіпаж разом із новою складовою, Місячним екскурсійним модулем (LEM), який пізніше стали називати просто Місячний модуль (LM). За планом, цей новий модуль мав доставити двох осіб на поверхню Місяця і повернути їх до Командно-службового модуля.
Корабель «Аполлон» мав дві основні частини — Командно-службовий модуль, у якому команда проводила більшу частину місії, а також Місячний модуль, призначений для посадки і злету з Місяця двох астронавтів.

### Командно-службовий модуль «Аполлона»
Командний модуль (CM) — це кабіна для екіпажу, яка мала конічну форму і була призначена для транспортування трьох астронавтів від старту до навколомісячної орбіти і назад, до приводнення в океані. Командний модуль — єдина частина системи «Сатурн V» — «Аполлон», яка поверталася на Землю, і єдиний компонент космічного корабля «Аполлон», конструкція якого без значних змін пройшла через всю програму «Аполлон» аж від ранніх дослідних проєктів. Ззовні він був вкритий абляційним теплозахисним екраном і мав власні двигуни реактивної системи керування (RCS), які давали змогу контролювати його положення і керувати траєкторією входження в атмосферу. Сповільнення його падіння на етапі зниження до приводнення здійснювалося за допомогою парашутів. Модуль був 3,48 м заввишки, 3,91 м у діаметрі і важив приблизно 5560 кг.

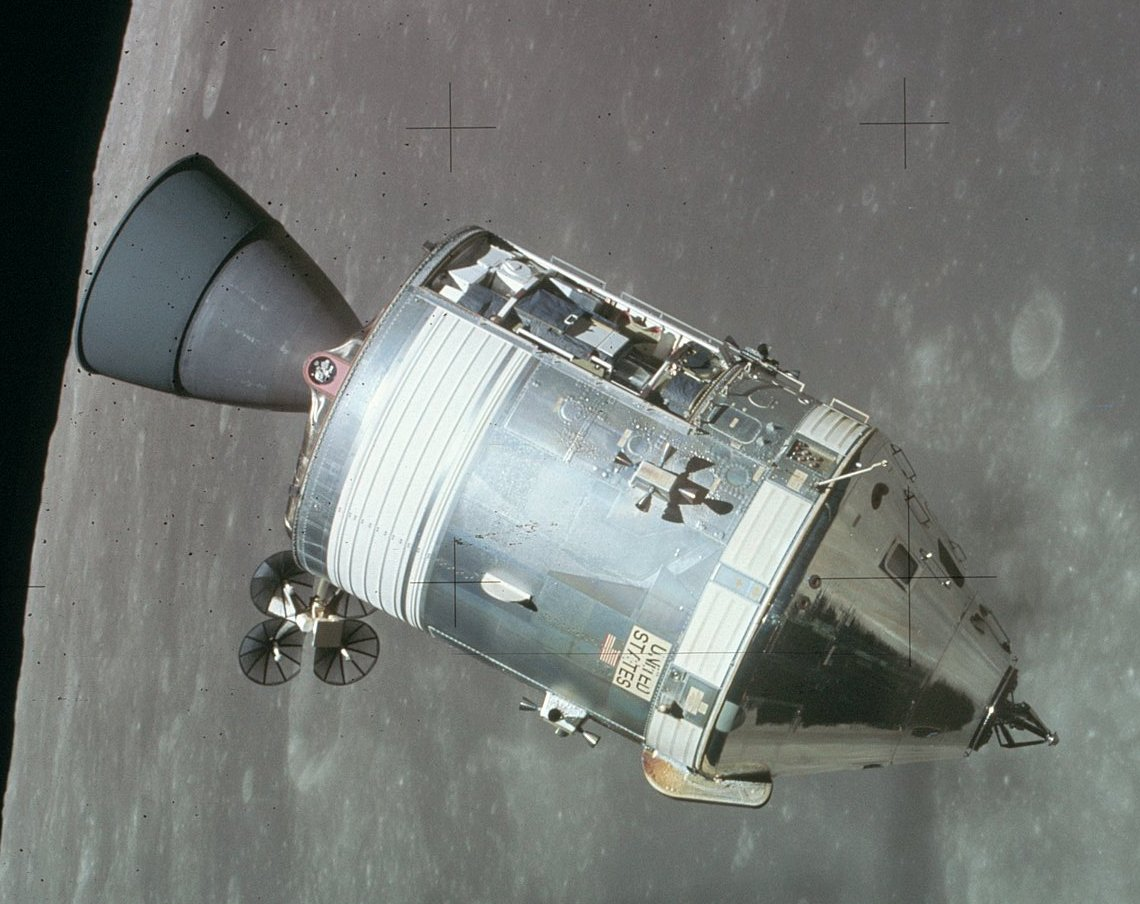
Командний і службовий відсіки «Аполлона-15» на місячній орбіті, 2 серпня 1971 року. Вид з місячного модуля.

Командний модуль виконував роль центру управління польотом. Усі члени екіпажу перебували в ньому упродовж усього польоту, за винятком етапу висадження на Місяць. Командний модуль мав герметичну кабіну із системою життєзабезпечення, систему управління й навігації, систему радіозв'язку, систему аварійного рятування і теплозахисний екран.
Циліндричний службовий модуль (SM) забезпечував роботу командного модуля за допомогою маршового двигуна та реактивної системи керування із запасом палива, а також системи генерації енергії на паливних елементах із реагентами рідкого водню і рідкого кисню. Для зв'язку на великі відстані під час місячних польотів використовувалася антена з високим коефіцієнтом підсилення, яка працювала в S-діапазоні. Під час тривалих місячних місій транспортувався також орбітальний науковий приладовий комплекс. Службовий модуль скидали безпосередньо перед входом в атмосферу. Модуль мав довжину 7,5 м і діаметр 3,91 м. Його початкова версія для польоту на Місяць важила приблизно 23 300 кг із повним запасом палива; пізніша версія, призначена для виведення на орбіту наукової апаратури, важила трохи більше 24 000 кг.
Контракт НАСА на будівництво Командно-службового модуля, а також другого ступеня ракети-носія «Сатурн V» виграла компанія North American Aviation. Оскільки проєктування модуля було розпочато задовго до того, як була вибрана навколомісячна орбіта, на якій мало відбутися стикування, його робочий двигун створювали з розрахунком на те, щоб він був здатний підняти модуль з Місяця. Через це його потужність була вдвічі більшою за необхідну для польоту навколо Місяця, а також не була передбачена можливість стикування з Місячним модулем. Дослідження 1964 року, яке мало надати докладний сценарій виконання програми, дійшло висновку, що початковий проєкт слід продовжити як Блок 1 (Block I), призначений для ранніх випробувань, а Блок 2 (Block II), власне місячний космічний корабель, має включати обладнання для стикування та враховувати результати, отримані під час розробки Блоку 1.

### Місячний модуль
Місячний модуль (LM), розроблений у рамках програми «Аполлон», призначався для спуску з навколомісячної орбіти, висадження двох астронавтів на Місяць і повернення їх на орбіту для стикування з командним модулем. Його корпус, не розрахований на повернення на Землю і проліт крізь земну атмосферу, був спроєктований без урахування відповідних аеродинамічних вимог і тому був надзвичайно легким. Модуль складався з окремих ступенів, спускного та злітного, кожен із яких мала власний двигун. Розділення обох ступенів здійснювалося за допомогою піротехнічних пристроїв. На спускному ступені містився запас палива для спуску, витратні матеріали для перебування на поверхні Місяця та обладнання для її дослідження; крім того, він виконував роль стартового майданчика для злітного ступеня. Злітний ступінь містив герметичну кабіну для екіпажу, паливо для підйому і реактивну систему керування.

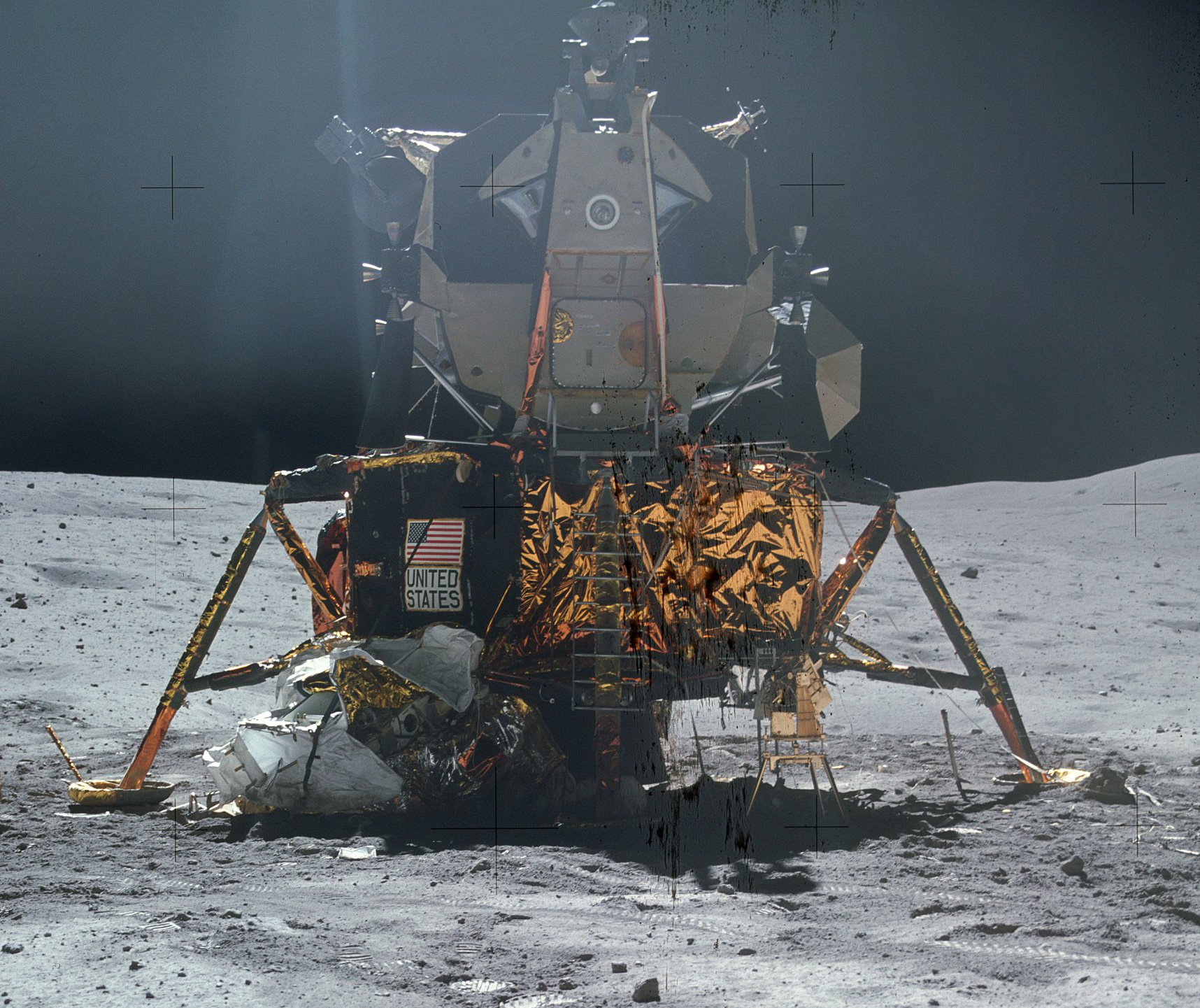
Місячний модуль «Аполлона-16» на поверхні Місяця.

Початкова модель Місячного модуля важила приблизно 15 100 кг і давала змогу перебувати на поверхні Місяця до 34 годин. Збільшений Місячний модуль важив понад 16 400 кг і давав змогу перебувати на поверхні більше трьох діб. Контракт на розробку й будівництво Місячного модуля був укладений із корпорацією Grumman Aircraft Engineering Corporation, а нагляд за проєктом здійснював Томас Келлі.

## Ракети-носії

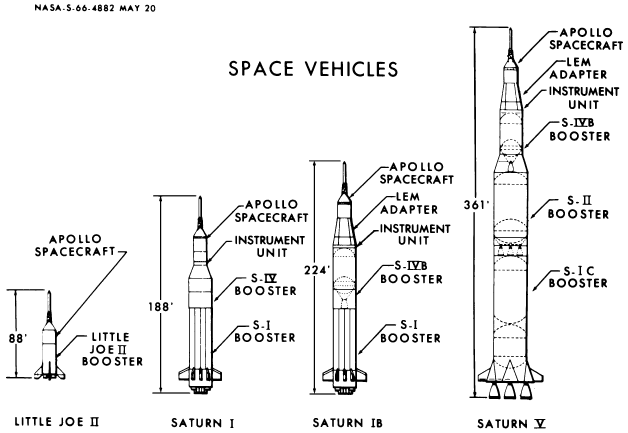
Чотири частини ракети «Аполлон», намальовані зі збереженням масштабу: ', «Сатурн I», «Сатурн IB» та «Сатурн V».

Інженери-конструктори ракет-носіїв мали створити кілька потужних ракет-носіїв, здатних, по-перше, вивести головний корабель із гравітаційного поля Землі та доставити його на орбіту Місяця і, по-друге, підняти з Місяця та повернути на орбіту Землі частину основного корабля. При цьому, коли команда інженерів на чолі з Вернером фон Брауном почала планувати програму «Аполлон», було невідомо, який тип місії буде використано, тому була невідома маса корисного вантажу, який необхідно буде вивести на орбіту Місяця.
Ще до початку програми «Аполлон» Вернер фон Браун та його команда інженерів-ракетників почали працювати над планами створення надвеликих ракет-носіїв серії «Сатурн» та ще більших серії «Нова». У розпал цієї діяльності фон Брауна перевели з армії до НАСА і призначили директором Центру космічних польотів імені Маршалла. Початкова концепція прямого злету, у рамках якої Командно-службовий модуль «Аполлона» з трьома астронавтами на борту, встановлений на вершині величезного спускового ступеня ракети, відправлявся би безпосередньо на поверхню Місяця, вимагав би використання ракети-носія класу «Нова» з корисним навантаженням «місячної» частин понад 82 000 кг. Ухвалене 11 червня 1962 року рішення про обрання концепції зустрічі на навколомісячній орбіті дало змогу замінити «Нову» на «Сатурн V», і Центр космічних польотів імені Маршалла продовжив розробку сімейства ракет «Сатурн» для «Аполлона».
Оскільки в рамках програми «Аполлон», як і програми «Меркурій» до нього, було створено кілька ракет-носіїв для космічних місій, НАСА позначало космічні апарати й ракети-носії комбінованими серійними номерами: «Сатурн I» — AS-10x, «Сатурн IB» — AS-20x, а «Сатурн V» — AS-50x (порівняйте «Меркурій-Редстоун 3», «Меркурій-Атлас 6» тощо), а не нумерувало їх послідовно, як у проєкті «Джеміні». До початку пілотованих польотів цю систему нумерації змінили.

### Little Joe II
Оскільки і «Аполлон», і «Меркурій» потребували системи аварійного порятунку (LES) на випадок невдалого запуску, виникла потреба у відносно невеликій ракеті для кваліфікаційних льотних випробувань цієї системи. Вона мала бути більше, ніж Little Joe, яка використовувалася в проєкті «Меркурій», тому компанія General Dynamics/Convair побудувала ракету Little Joe II. З травня 1964 року по січень 1966 року, після кваліфікаційного випробувального польоту в серпні 1963 року, на ракетному полігоні Вайт Сендс було здійснено чотири випробувальні польоти системи аварійного порятунку — A-001, A-002, A-003 і A-004.

### «Сатурн I»

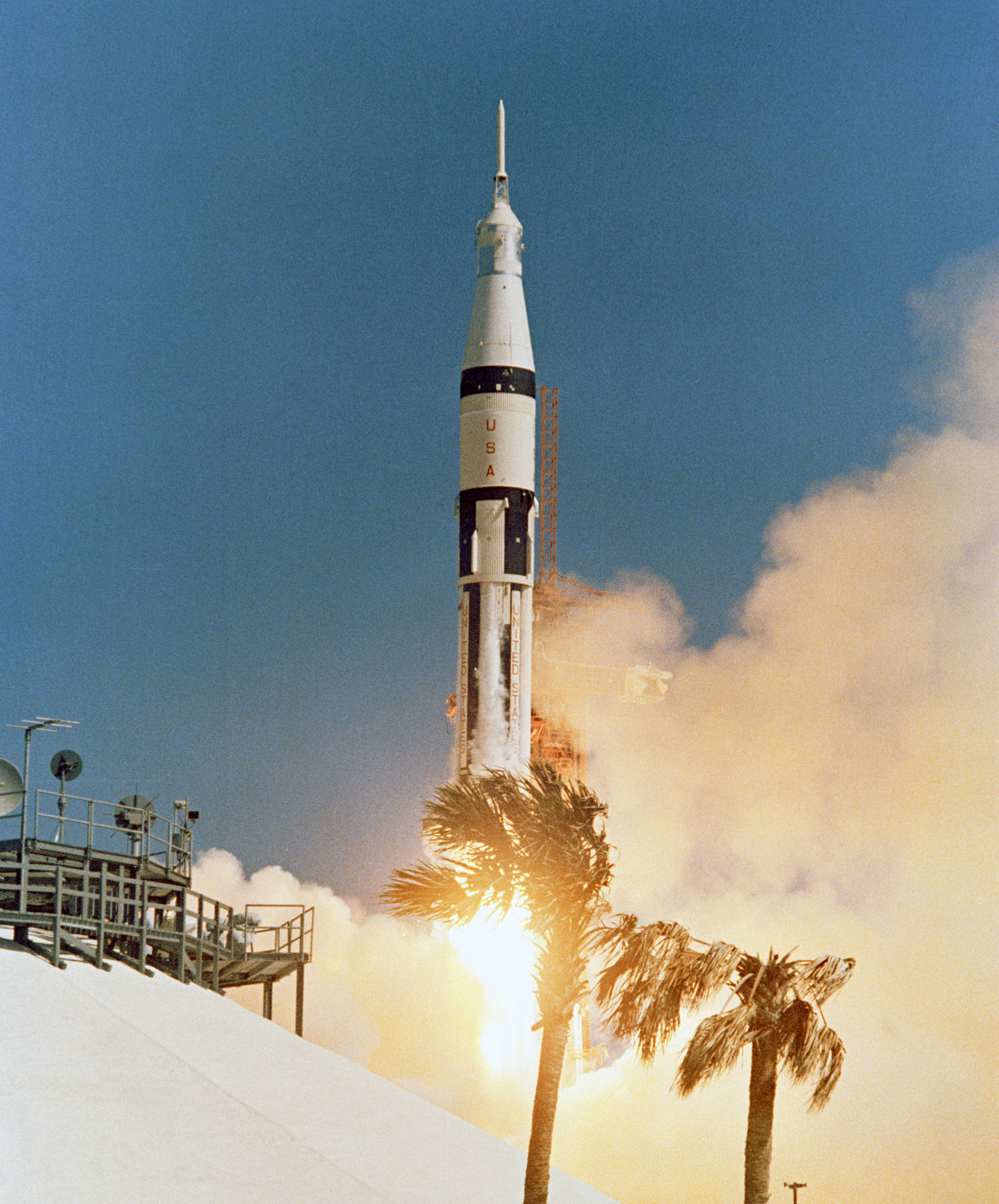
Ракета-носій «Сатурн IB» запускає «Аполлон-7», 1968 рік.

Спочатку планувалося, що «Сатурн I», перша американська ракета-носій важкого класу, використовуватиметься для випробувальних запусків на низьку навколоземну орбіту частково споряджених командно-службових модулів. Її перший ступінь (S-I), який складався з восьми двигунів Rocketdyne H-1, живився паливом РП-1 із рідким киснем (LOX), генеруючи 6670 кН тяги. Другий ступінь (S-IV) використовував шість рідководневих двигунів RL-10 компанії Pratt & Whitney з тягою 400 кН. Третій ступінь (S-V) чотири рази літав на «Сатурні I», але його жодного разу не вмикали.
Перші чотири випробувальні пуски «Сатурна I» були здійснені з майданчика LC-34, причому тільки перший ступінь був робочим, з макетами розгінних блоків, заповненими водою. Перший політ із робочим ступенем S-IV був здійснений з майданчика LC-37. За цим у 1964—1965 роках послідували п'ять запусків типових командно-службових модулів (із позначеннями AS-101 — AS-105). Останні три з них продовжили підтримку програми «Аполлон», також несучи супутники «Пегас», які перевіряли безпеку навколомісячного середовища та вимірюючи частоту й силу ударів мікрометеоритів.
У вересні 1962 року НАСА планувало, що з кінця 1965 до 1966 року буде здійснено чотири пілотовані польоти на ракеті «Сатурн I», одночасно з програмою «Джеміні». Вантажопідйомність цієї ракети — 10 200 кг — значно обмежувала кількість систем, які можна було вивести в космос, тому в жовтні 1963 року було ухвалено рішення використовувати для всіх пілотованих польотів на навколоземну орбіту її модернізовану версію — «Сатурн IB».

### «Сатурн IB»
«Сатурн IB» — це модернізована версія ракети «Сатурн I». Перший ступінь S-IB за рахунок модернізації двигуна H-1 збільшив тягу до 7120 кН. У другому ступені S-IV було замінено на S-IVB-200. Цей ступінь працював на одному двигуні J-2, який спалював суміш рідкого водню з рідким киснем, створюючи тягу в 890 кН. Версія S-IVB, яка допускала повторний запуск, використовувалася як третій ступінь ракети «Сатурн V».
Ракета-носій «Сатурн IB» була здатна вивести на низьку навколоземну орбіту понад 18 100 кг — цього було достатньо для частково заправленого Командно-службового або Місячного модуля. Ракети-носії «Сатурн IB» та їх польоти позначалися серією AS-200, де AS означало Apollo Saturn, а 2 — другий член сімейства ракет «Сатурн». Ракета використовувалася в тестових місіях за програмою «Аполлон» і в програмах «Скайлаб» і «Союз — Аполлон».

### «Сатурн V»

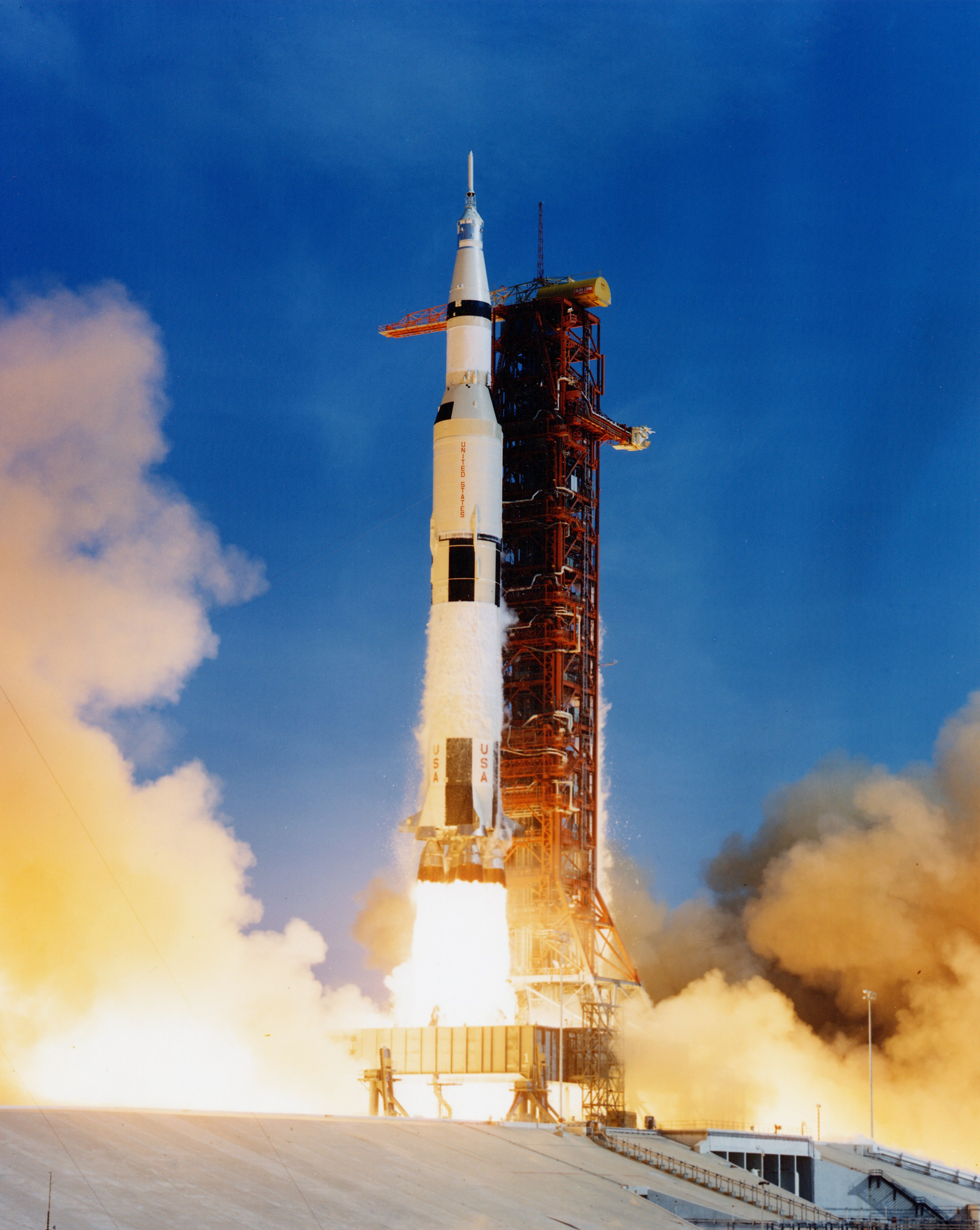
Запуск «Аполлона-11» ракетою «Сатурн V» на Місяць, 16.07.1969. Космічний центр Джона Кеннеді,.

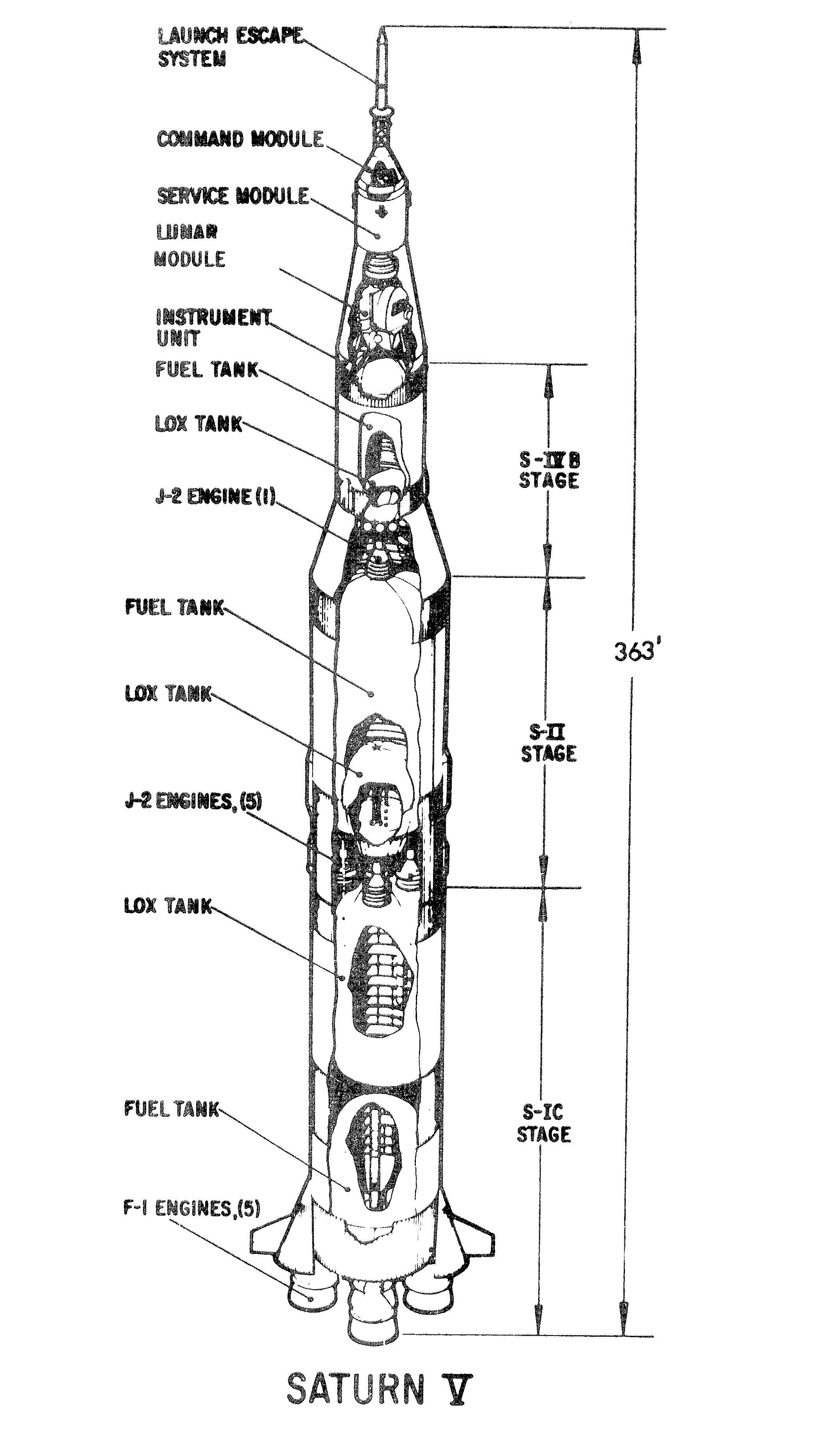
Схема Сатурна V

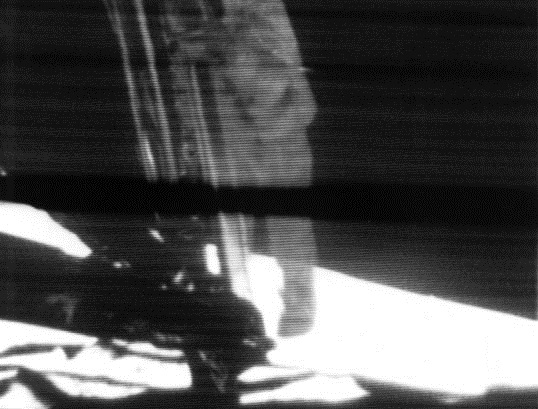
Відеокамера, змонтована на «Аполлон-11», зареєструвала перші кроки Ніла Армстронга по поверхні Місяця.

Ракети-носії «Сатурн V» і її польоти позначалися номерами серії AS-500, де індекс AS означав «Аполлон — Сатурн», а «5» — «Сатурн V». «Сатурн V» складалася з трьох ступенів і призначалася для доставлення на Місяць повністю заправлених Командно-службового і Місячного модулів. Її діаметр становив 10,1 м, висота — 110,6 м, а місячний вантаж — 43 900 кг; у пізніших вдосконалених модифікаціях її вантажопідйомність зросла до 47 000 кг.
На першому ступені, S-IC, були встановлені п'ять киснево-гасових двигунів Rocketdyne F-1, які працювали на рідкому паливі RP-1/LOX із номінальною тягою 33 400 кН; пізніше її збільшили до 33 900 кН. Перший ступінь розганяв ракету до швидкості 2,68 км/с. Другий ступінь працював на рідкому водні й розганяв ракету до 6,84 км/с. Третій ступінь був модифікованою версією S-IVB з тягою, збільшеною до 1020 кН, спалював рідкий водень і давав змогу перезапускати двигун. Він виводив корабель на орбіту навколо Землі, а потім — на траєкторію до Місяця.
Ракета-носій «Сатурн V» була здатна вивести на низьку навколоземну орбіту 140 тонн, а на траєкторію до Місяця — 47 тонн корисної маси. Загалом було здійснено 13 запусків. Станом на 2021 рік «Сатурн V» залишалася найпотужнішою ракетою зі створених людством. Ракета Stapship, яку розробляє компанія SpaceX, але яка ще (станом на липень 2024 року) перебуває в стадії випробувань, матиме вдвічі більшу потужність.

## Астронавти
Під час програми «Аполлон» директором НАСА з питань роботи екіпажу був Дональд Слейтон, який входив до складу Mercury Seven — першої команди астронавтів. У вересні 1962 року його відсторонили від польотів через серцевий шум. Слейтон відповідав за виконання всіх завдань екіпажів програм «Джеміні» та «Аполлон».
Для польотів за програмою «Аполлон» були призначені 32 астронавти. У період з грудня 1968-го по грудень 1972 року 24 з них покинули навколоземну орбіту й облетіли Місяць (троє з них — двічі). Половина з 24 ходила по поверхні Місяця, хоча жоден із них не повернувся на нього після посадки. Один із цих «місячних туристів» був дипломованим геологом. Троє з цих 32 астронавтів — Гас Гріссом, Ед Вайт і Роджер Чаффі — загинули під час наземних випробувань у рамках підготовки до місії «Аполлон-1».
Астронавтів «Аполлона» обирали з-поміж ветеранів проєктів «Меркурій» і «Джеміні», які керували всіма місіями, а також із двох груп астронавтів, створених пізніше. До складу екіпажів усіх випробувальних польотів (окрім випробувальних польотів Командно-службового модуля на навколоземну орбіту) протягом перших двох посадок на «Аполлон-11» і «Аполлон-12» входили щонайменше двоє, а іноді троє ветеранів проєкту «Джеміні». Першим астронавтом-науковцем НАСА, який здійснив політ у космос і висадився на Місяць під час останньої місії, «Аполлон-17» був геолог Гаррісон Шмітт. Він брав участь у підготовці з місячної геології всіх екіпажів програми «Аполлон», які висаджувалися на Місяць.
НАСА нагородило всіх 32 астронавтів своєю найвищою нагородою — медаллю «За видатні заслуги», яку вручають за «видатні заслуги, здібності або мужність» та особистий «внесок, що становить значний прогрес у виконанні місії НАСА». У 1969 році медалі були посмертно вручені Гріссому, Вайту та Чаффі, а потім — екіпажам усіх місій, починаючи з «Аполлона-8». Екіпаж першої орбітальної випробувальної місії «Аполлон-7» — Воллі Ширра, Донн Ейсел і Волтер Каннінгем — був нагороджений менш почесною медаллю НАСА «За виняткові заслуги», причиною чого стали проблеми з дисципліною і відмова виконувати накази керівника польоту впродовж їхнього польоту. У жовтні 2008 року Адміністратор НАСА все ж вирішив нагородити їх медалями «За видатні заслуги». Для Ширри та Ейсела ця нагорода була посмертною.

## Профіль місячної місії
Перше висадження людей на Місяць планувалося здійснити таким чином:

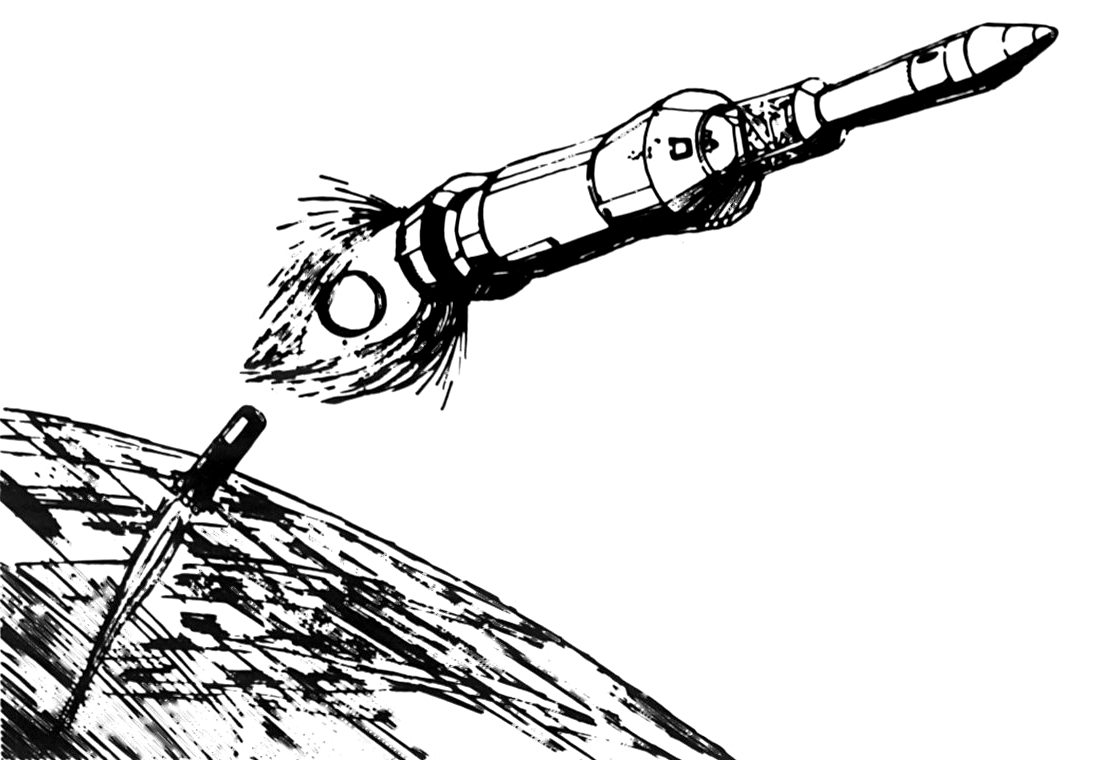
Запуск. Три ступені ракети «Сатурн V» працюють бл. 11 хвилин, виводячи космічний апарат на кругову паркувальну орбіту на висоті 190 км. Третій ступінь спалює  лише невелику частину палива.
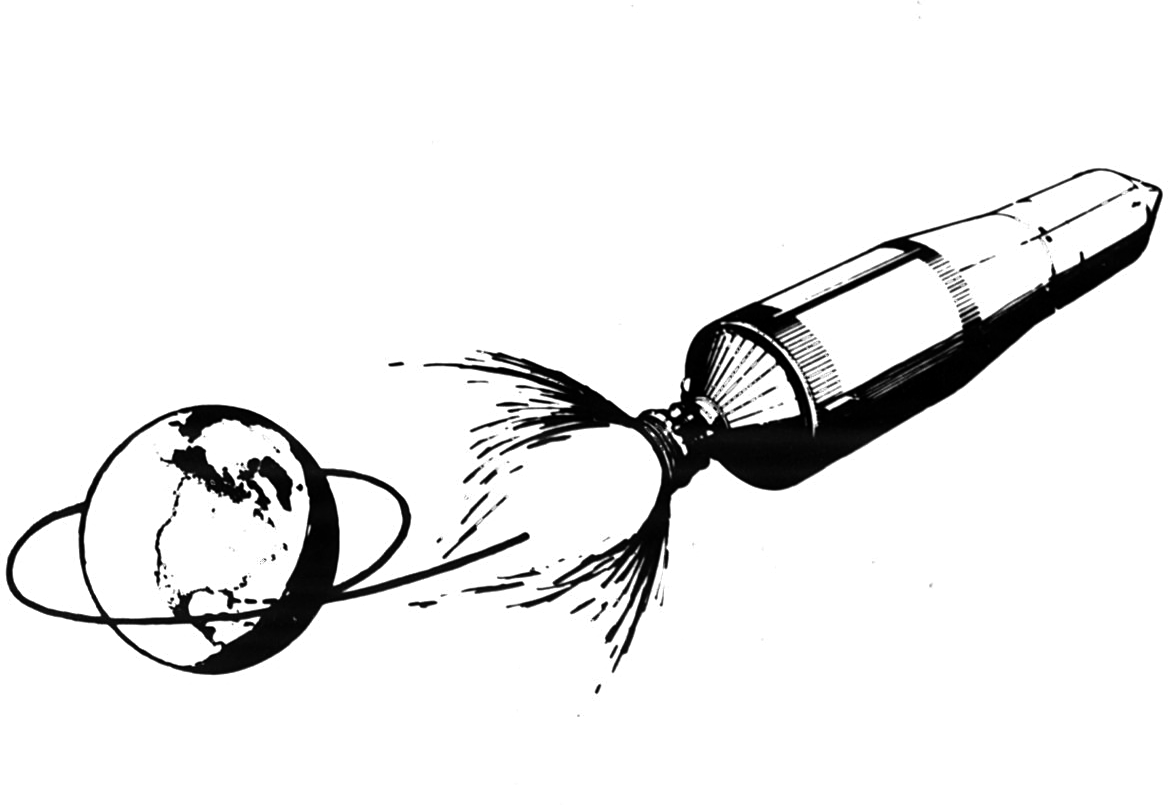
Перехід на траєкторію до Місяця. Після однієї-двох обертів, під час яких перевіряється готовність систем космічного апарата, третій ступінь S-IVB запалюється знову приблизно на 6 хвилин і відправляє космічний апарат до Місяця.
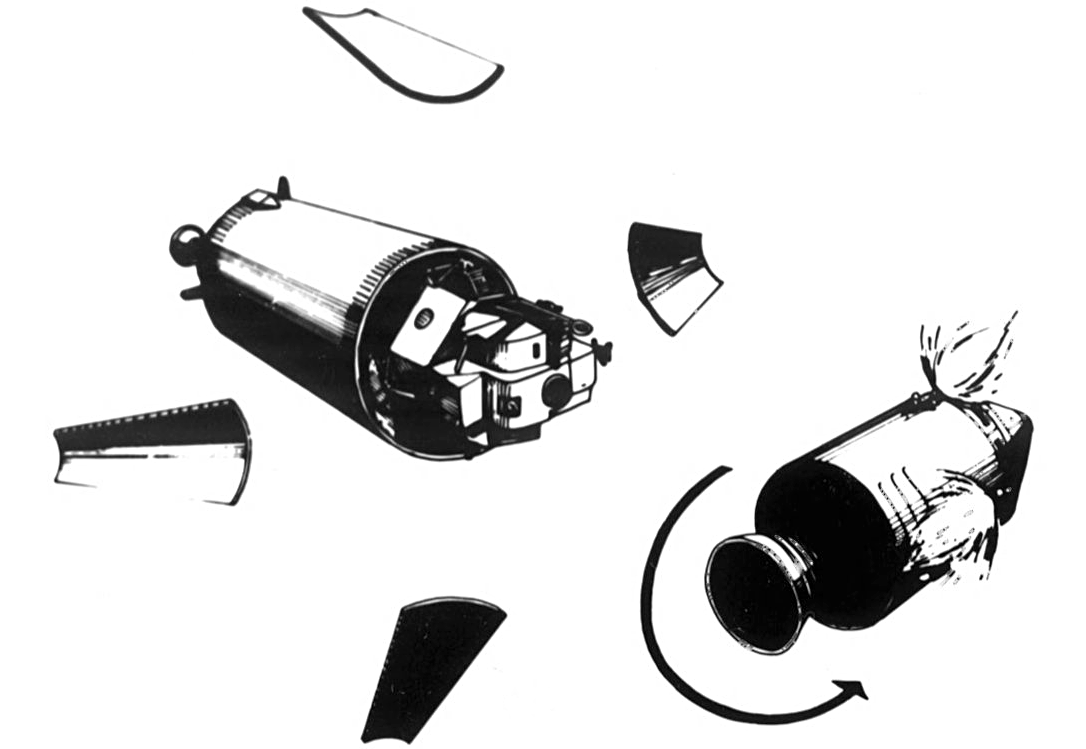
Переміщення й стикування. Панелі адаптера Місячного модуля (SLA) відокремлюються, щоб вивільнити Командно-службовий модуль (CSM) і «дістати» Місячний модуль. Пілот Командного модуля (CMP) відводить модуль на безпечну відстань і розвертає його на 180°.
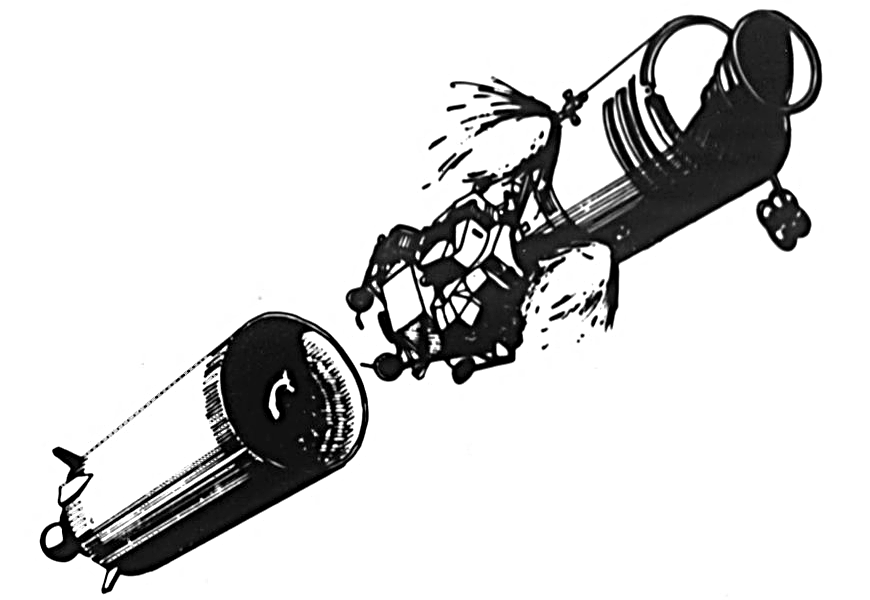
Витягнення. Пілот Командного модуля стикує Командно-службовий модуль з Місячним модулем і від'єднує весь космічний корабель від S-IVB. Переліт до Місяця триває від двох до трьох діб. Коригування курсу під час перельоту здійснюється за потреби за допомогою двигуна Службового модуля.
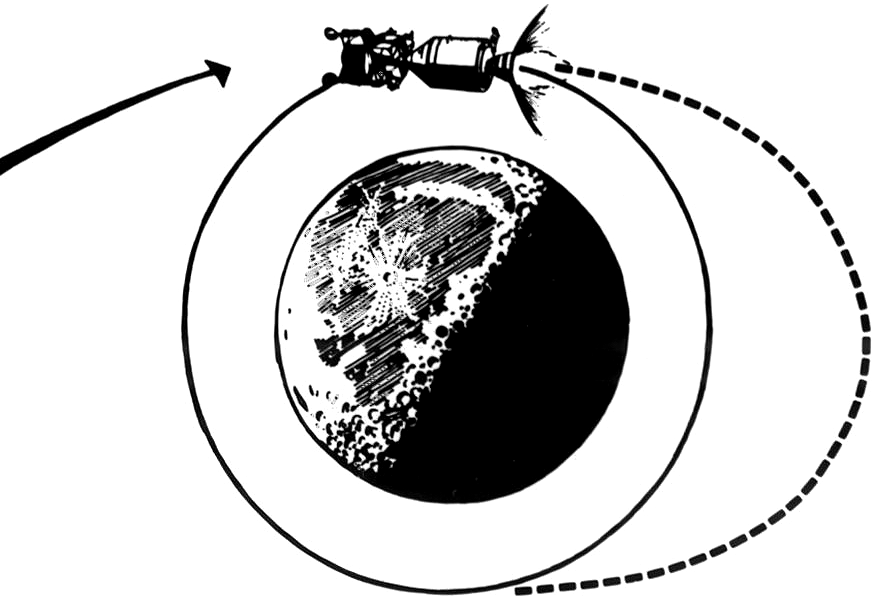
Вихід на навколомісячну орбіту. Космічний апарат проходить на відстані прибл. 110 км позаду Місяця і запускає двигун Службового модуля, щоб сповільнитися й вийти на орбіту 110 на 310 км, яка незабаром, після повторного запуску двигуна, стає круговою на відстані 110 км.
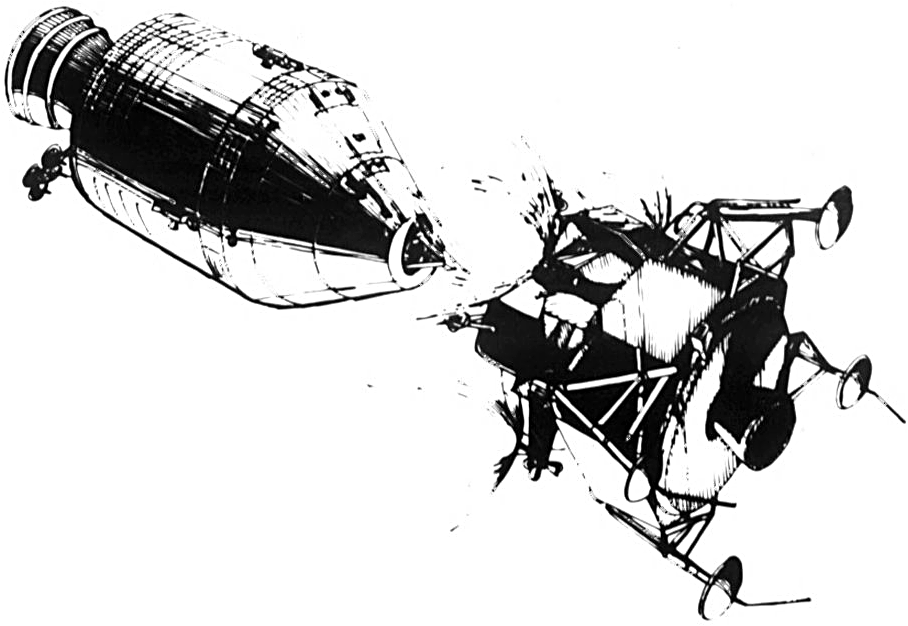
Після короткого відпочинку командир і пілот Місячного модуля переходять у Місячний модуль, вмикають його системи і розгортають посадкові опори. Місячний модуль відділяється від Командно-службового; пілот Командного модуля візуально оглядає Місячний модуль, потім його екіпаж відходить на безпечну відстань і запускає спускний двигун, який виводить його на навколомісячну орбіту на висоті близько 15 км.
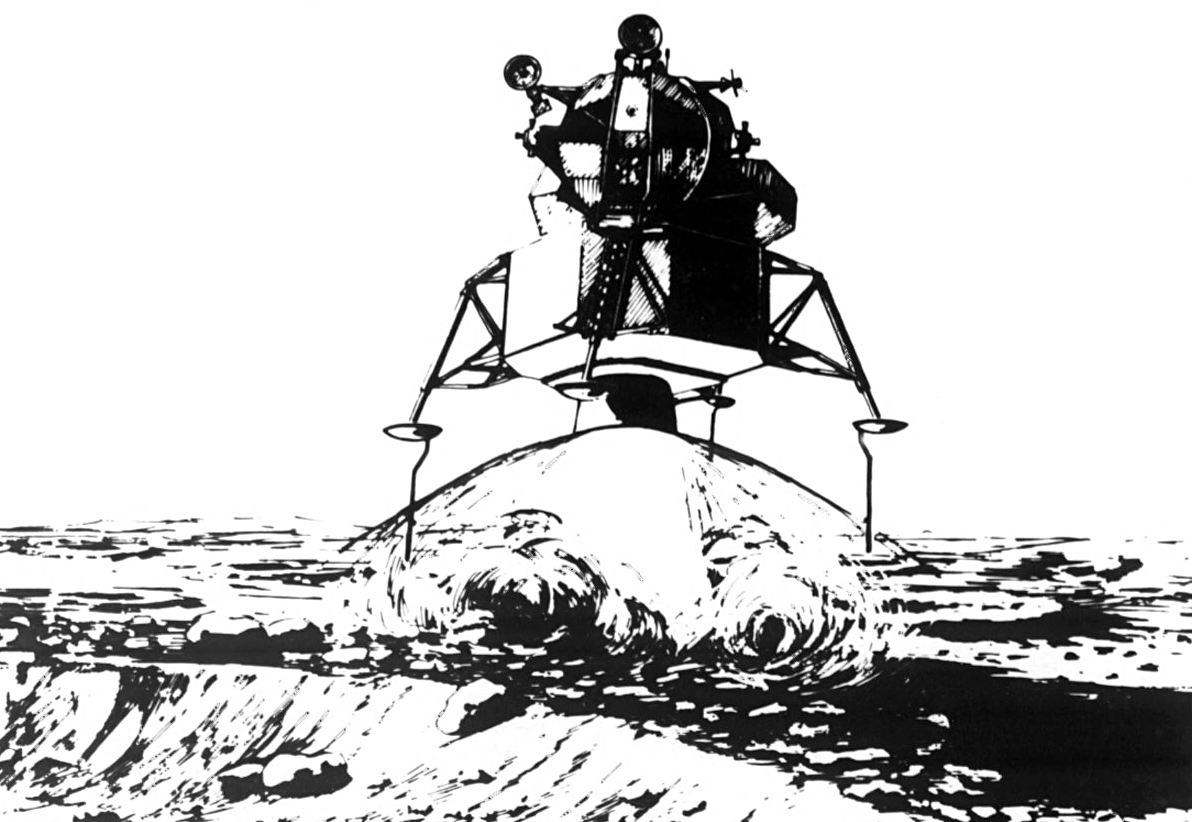
Спуск із працюючим двигуном. Коли апарат перебуває в точці периселенію, двигун знову запускається і починається зниження. Після розвороту для виходу на траєкторію вертикальної посадки керування апаратом бере на себе командир.
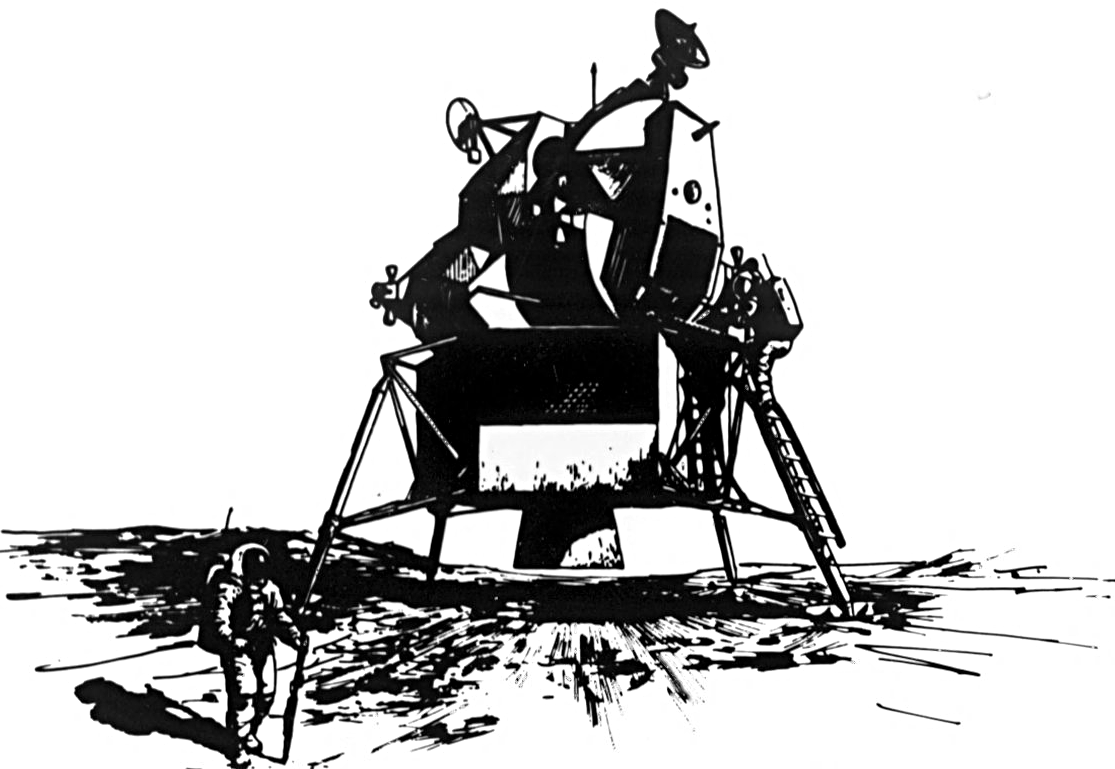
Командир і пілот Місячного модуля виконують один або кілька виходів назовні для дослідження поверхні Місяця та збирання зразків ґрунту й періодично повертаючись у модуль для відпочинку.
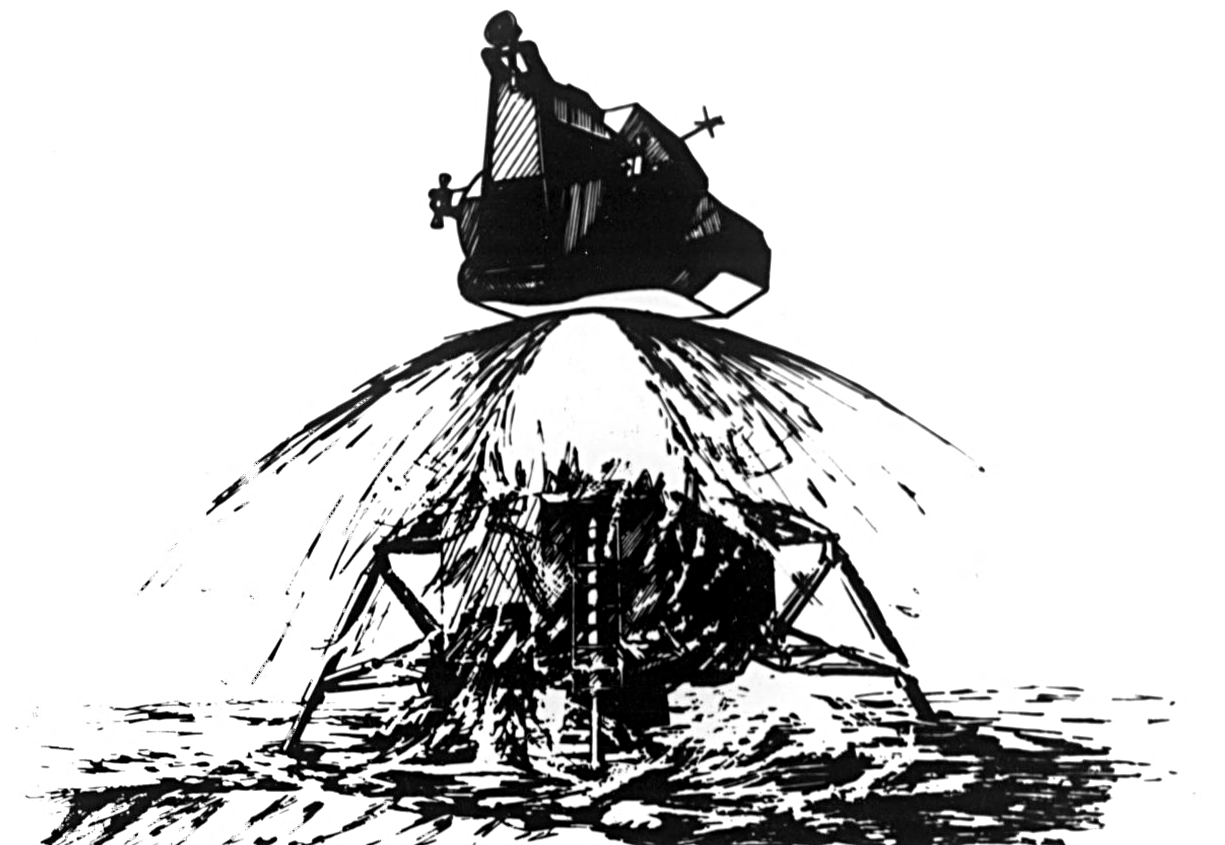
Підйомний ступінь злітає, використовуючи спускний ступінь як стартовий майданчик.
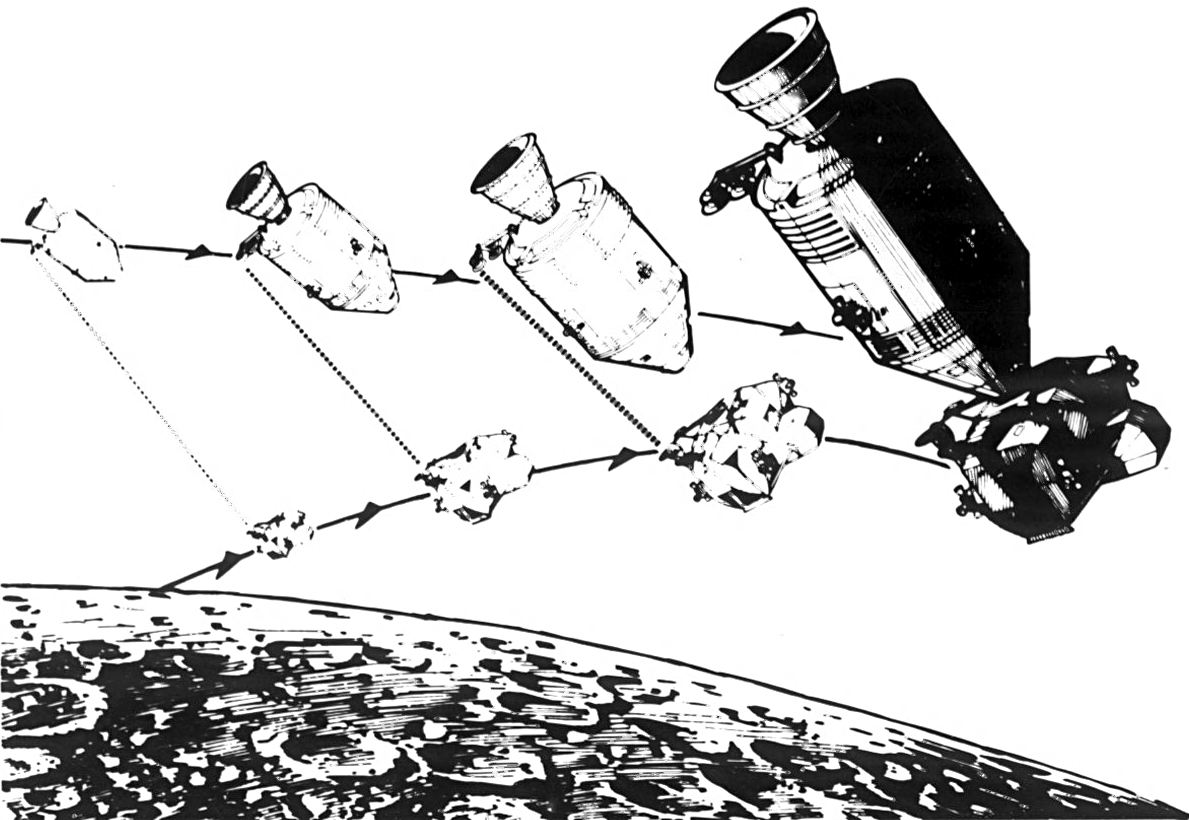
Місячний модуль зустрічається з Командно-службовим модулем і стикується з ним.
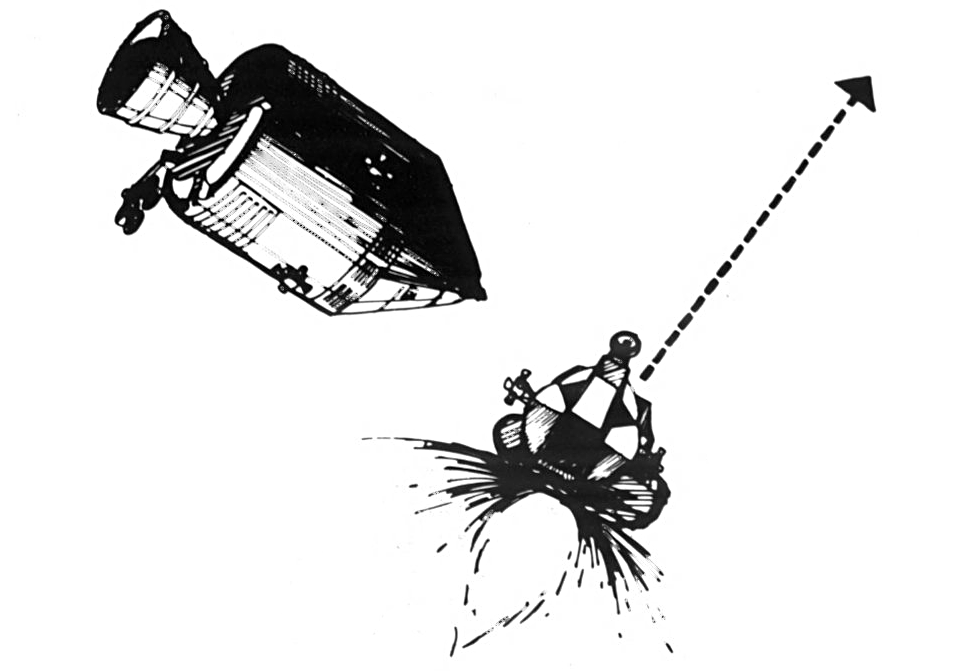
Командир і пілот Місячного модуля повертаються назад до Командного модуля зі зразками матеріалів, після чого розгінний блок Місячного модуля скидається. Згодом він зійде з орбіти і впаде на поверхню Місяця.
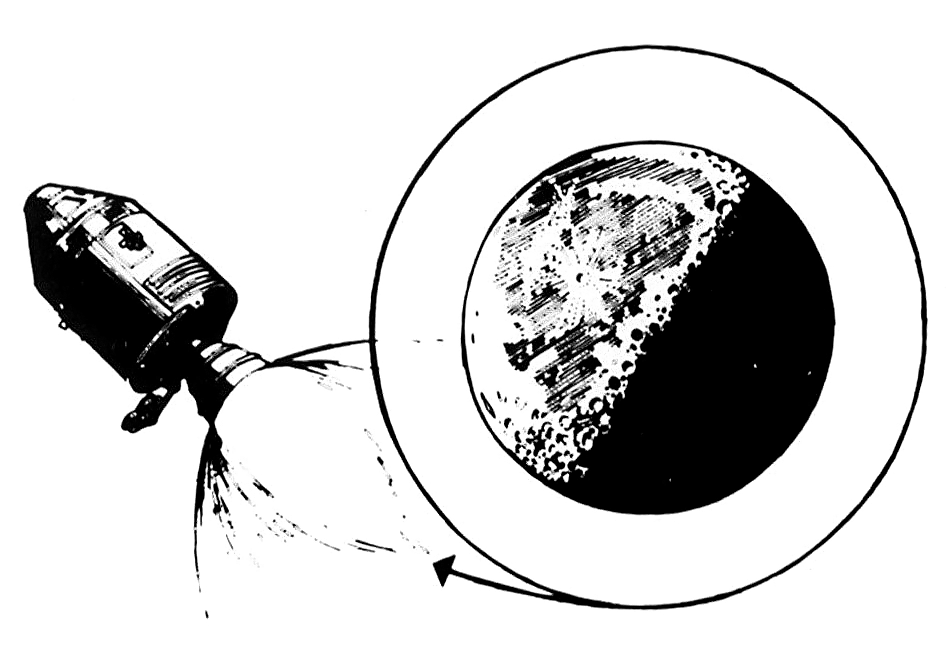
Повернення на навколоземну орбіту. Двигун Службового модуля запускається, направляючи Командно-службовий модуль у бік Землі.
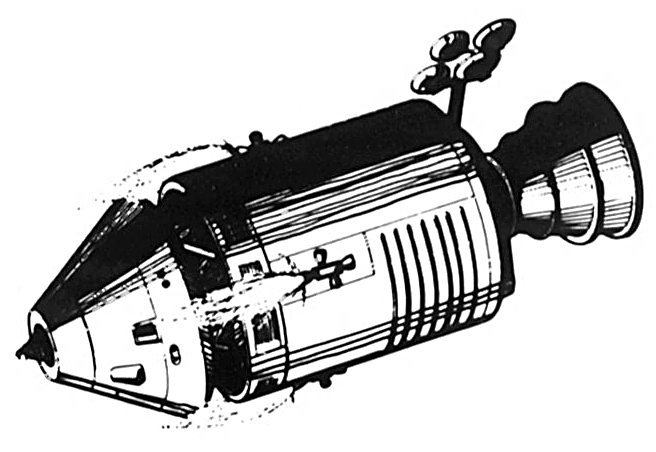
Службовий модуль скидається безпосередньо перед входом в атмосферу Землі, а Командний модуль розвертається на 180° тупою стороною вперед і входить в атмосферу.
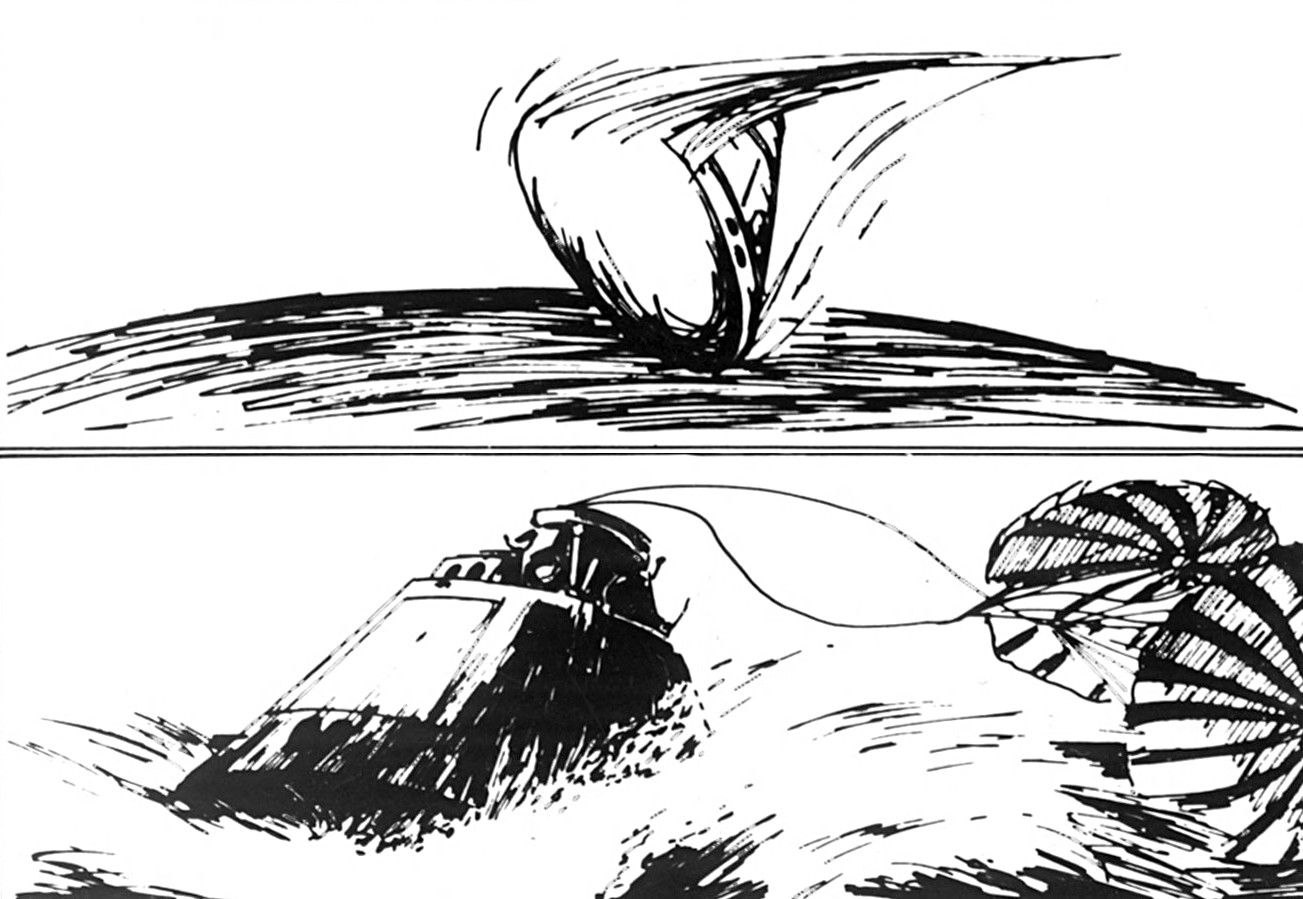
Опір атмосфери сповільнює Командний модуль. Унаслідок аеродинамічного нагріву його оточує оболонка іонізованого повітря, через що на кілька хвилин зникає зв'язок.
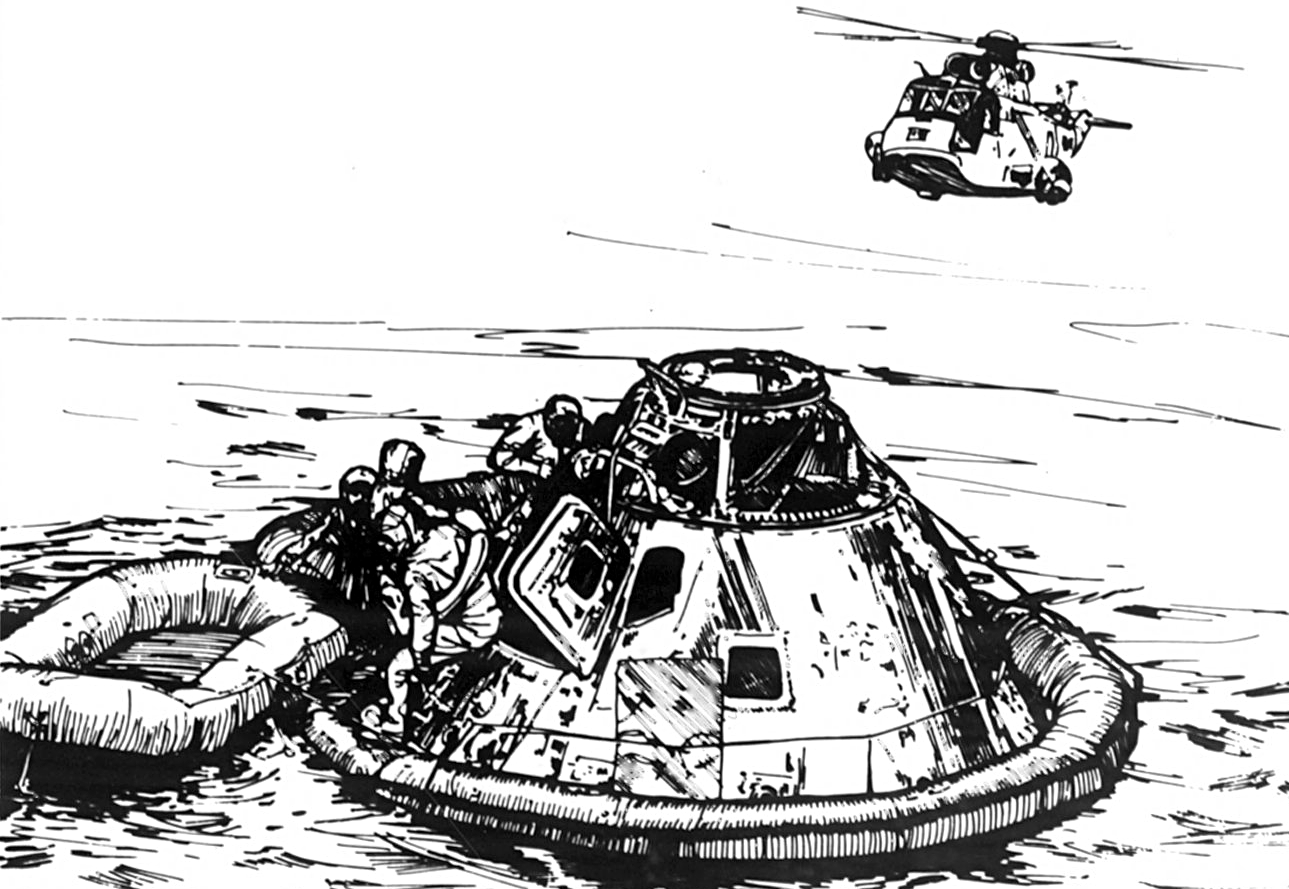
Розкриваються парашути, уповільнюючи падіння корабля. Згодом він приводнюється в Тихому океані. Астронавтів піднімають на борт авіаносця.

### Варіанти профілів місій
- У перших трьох місячних місіях — «Аполлон-8», «Аполлон-10» і «Аполлон-11» — використовувалася траєкторія вільного повернення. Це давало змогу утримувати траєкторію польоту в площині орбіти Місяця, що давало змогу повернутися на Землю на випадок, якби двигун Службового модуля не зміг здійснити вихід на навколомісячну орбіту. Однак умови освітлення посадкового майданчика під час пізніших місій змушували виводити корабель з площини місячної орбіти, а це вимагало маневру змінення курсу невдовзі після виведення на орбіту і виключало можливість вільного повернення[71].
- Після того, як «Аполлон-12» розмістив на Місяці другий із низки сейсмометрів[72], відпрацьовані злітні ступені Місячного модуля «Аполлона-12» і наступних місій навмисно скидали на Місяць у заздалегідь визначених місцях з метою викликати вібрації на Місяці. Єдиними винятками були «Аполлон-13», який згорів в атмосфері Землі, і «Аполлон-16», який втратив контроль висоти після скидання не дала змоги здійснити прицільне скидання[73].
- Було проведено ще один активний сейсмічний експеримент: ступінь S-IVB «Аполлона-13» і подальших місій не відправляли на навколосонячну орбіту, а умисно скидали на Місяць[74].
- Починаючи з «Аполлона-13», перехід на спускну орбіту мав здійснюватися за допомогою двигуна Службового, а не Місячного модуля. Це давало змогу забезпечити більший запас палива для посадки. На практиці цей маневр був уперше здійснений «Аполлоном-14», оскільки місія «Аполлона-13» була перервана перед посадкою[75].

## Історія розробки

### Льотні безпілотні випробування
Комбіноване зображення запусків місії «Аполлон» без екіпажу в хронологічній послідовності.
У 1966 році два Командно-службові модулі версії Block I були запущені в суборбітальні польоти з майданчика LC-34 ракетою-носієм «Сатурн IB». Перший із них, AS-201, запущений 26 лютого, досяг висоти 492,1 км і впав за 8477 км в Атлантичний океан. Другий, AS-202, 25 серпня досяг висоти 1 142,9 км і був знайдений за 25 700 км у Тихому океані. Під час цих польотів було перевірено двигун Службового модуля і тепловий екран Командного модуля.
Третій тестовий корабель, AS-203, був запущений з майданчика 37 ракетою «Сатурн IB» з метою продовжити розробку прискорювача S-IVB, необхідного для «Сатурна V», і перевірити його здатність до повторних запусків на орбіті. Замість корабля «Аполлон» на AS-203 було встановлено носовий обтічник, а його корисним вантажем було незгоріле рідке водневе паливо, поводження якого в умовах космосу інженери вимірювали за допомогою датчиків температури й тиску, а також телевізійна камера. Цей політ відбувся 5 липня, ще до польоту AS-202, який був відкладений через проблеми з підготовкою до польоту корабля «Аполлон».

### Підготовка до пілотованих польотів
Було заплановано два пілотованих орбітальних польоти з Командно-службовим модулем модифікації Block I: AS-204 та AS-205. Екіпаж модифікації Block I складався з трьох осіб — командира, старшого пілота і пілота. Старший пілот виконував обов'язки навігатора, а пілот — системного інженера. Астронавти мали бути вдягнені в модифіковану версію скафандра, який використовувався в проєкті «Джеміні».
Після AS-206, випробувального безекіпажного польоту Місячного модуля, перший пілотований політ мав відбутися на Командно-службовому і Місячному модулях модифікації Block II у рамках подвійної місії із позначенням AS-207/208 або AS-278 (кожен космічний корабель запускався окремою ракетою-носієм «Сатурн IB»). Посади астронавтів модифікації Block II називалися командир, пілот Командного модуля і пілот Місячного модуля. Астронавти почали користуватися новим скафандром «Аполлон A6L», розробленим для позакорабельної діяльності на Місяці. Традиційний шолом із забралом був замінений на прозорий шолом-«акваріум» для покращення видимості, а в скафандрі для роботи на поверхні Місяця була передбачена спідня білизна з водяним охолодженням.

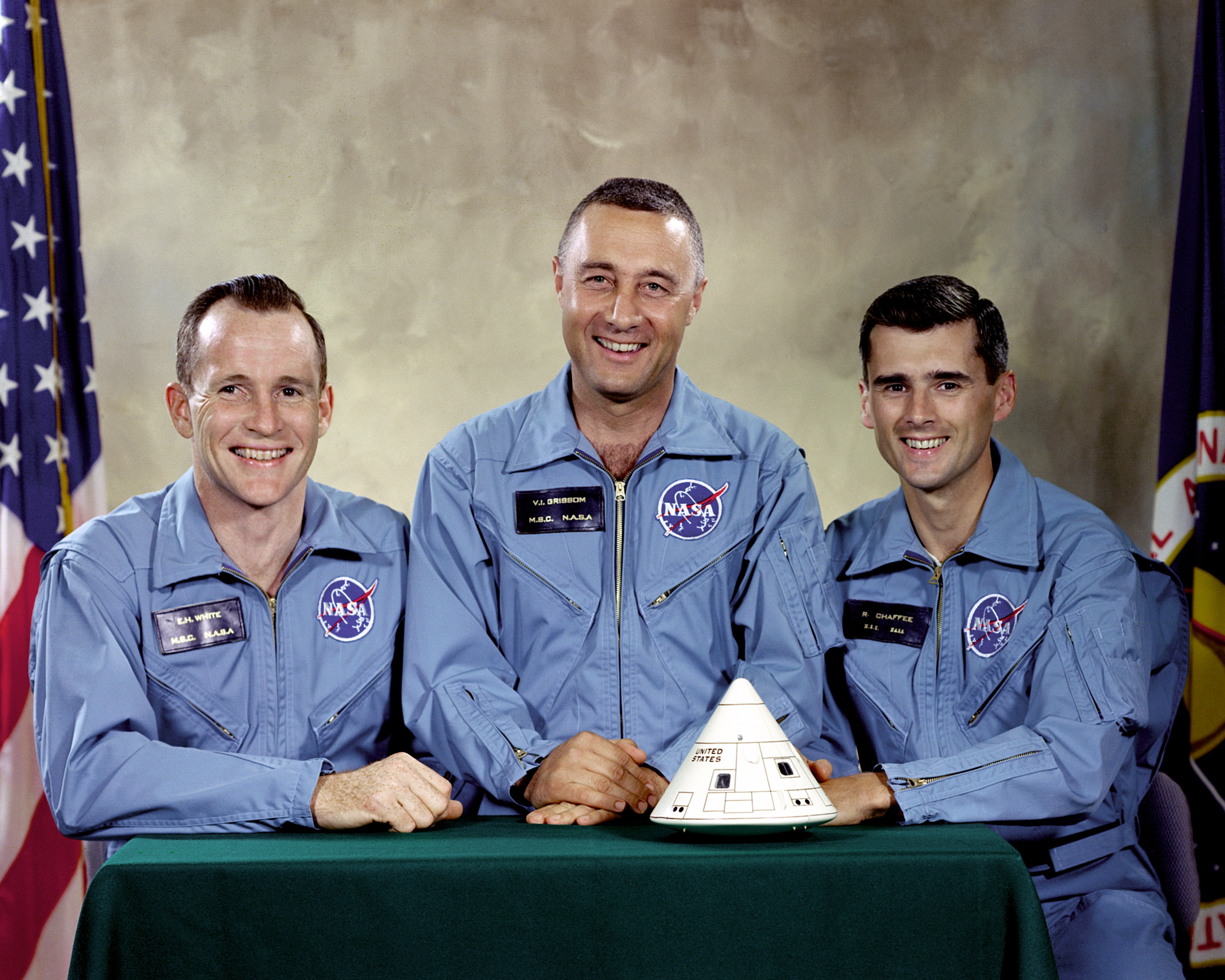
Екіпаж «Аполлона-1»: Ед Вайт, командир корабля Гас Гріссом і Роджер Чаффі.

Дік Слейтон, астронавт, який брав участь у першому польоті американських астронавтів на «Меркурії-7», а згодом став директором по роботі з екіпажами програм «Джеміні» та «Аполлон», у січні 1966 року відібрав екіпаж для першого пілотованого «Аполлона»: командиром був призначений Вірджил Гріссом, старшим пілотом — Едвард Вайт, а пілотом — новачок Донн Ейсел. Але Ейсел двічі вивихнув плече на борту тренувального літака KC135, призначеного для відпрацювання дій в умовах невагомості, і 27 січня йому зробили операцію. Через цю травму Слейтон був змушений замінити Ейсела на Роджера Чаффі. 21 березня 1966 року НАСА оголосило остаточний відбір екіпажу для місії AS-204; резервний екіпаж складався з ветеранів «Джеміні» Джеймса Макдівітта і Девіда Скотта та новачка Рассела Швайкарта. 29 вересня був оголошений основний екіпаж місії AS-205: ветеран проєктів «Меркурій» і «Джеміні» Воллі Ширра, Донн Ейсел та новачок Волтер Каннінгем.
У грудні 1966 року місію AS-205 було скасовано, оскільки перевірка Командно-службового модуля мала відбутися під час першого 14-денного польоту, а місія AS-205 мала бути присвячена космічним експериментам і не надала б жодних нових інженерних знань про космічний корабель. Для подвійної місії, яку запланували на серпень 1967 року і яка тепер отримала позначення AS-205/208 або AS-258, було виділено ракету-носій «Сатурн IB». Макдівітт, Скотт і Швайкарт були призначені основним екіпажем місії AS-258, а Ширра, Ейсел і Каннінгем — переведені в резервний екіпаж «Аполлона-1».

#### Затримки у виконанні програми
Компанія North American Aviation (NAA) доставила космічні кораблі для місій AS-202 і AS-204 до Космічного центру імені Кеннеді разом із величезними списками проблем з обладнанням, які потрібно було виправити перед польотом. Зумовлені цим затримки призвели до того, що запуск AS-202 відстав від запуску AS-203, і позбавили команду надії на те, що першу пілотовану місію вдасться підготувати до запуску до листопада 1966 року, одночасно з останньою місією «Джеміні». Врешті-решт дату польоту AS-204 перенесли на 21 лютого 1967 року.
Компанія North American Aviation була генеральним підрядником не лише для Командно-службового модуля «Аполлона», а й для другого ступеня «Сатурна V» — S-II, і через затримки на цьому етапі перший безекіпажний політ «Сатурна V» AS-501 довелося перенести з кінця 1966 року на листопад 1967 року. Під час початкового складання AS-501 замість ступені довелося використовувати макет розгінного блоку.
Наприкінці 1965 року проблеми з North American Aviation стали настільки серйозними, що адміністратору пілотованих космічних польотів Джорджу Мюллеру довелося призначити директора програми Семюела Філліпса очолити спеціальну команду для розслідування проблем компанії та визначення шляхів їх усунення. Філліпс задокументував свої висновки в листі від 19 грудня до президента NAA Лі Етвуда, з різкими формулюваннями Мюллера, а також представив результати Мюллеру і заступнику адміністратора Роберту Сімансу. Водночас компанія Grumman теж зіткнулася з проблемами з Місячним модулем, надії на те, що він буде готовий до пілотованого польоту в 1967 році, невдовзі після перших пілотованих польотів Командно-службового модуля, розвіялися.

#### Пожежа на «Аполлоні-1»

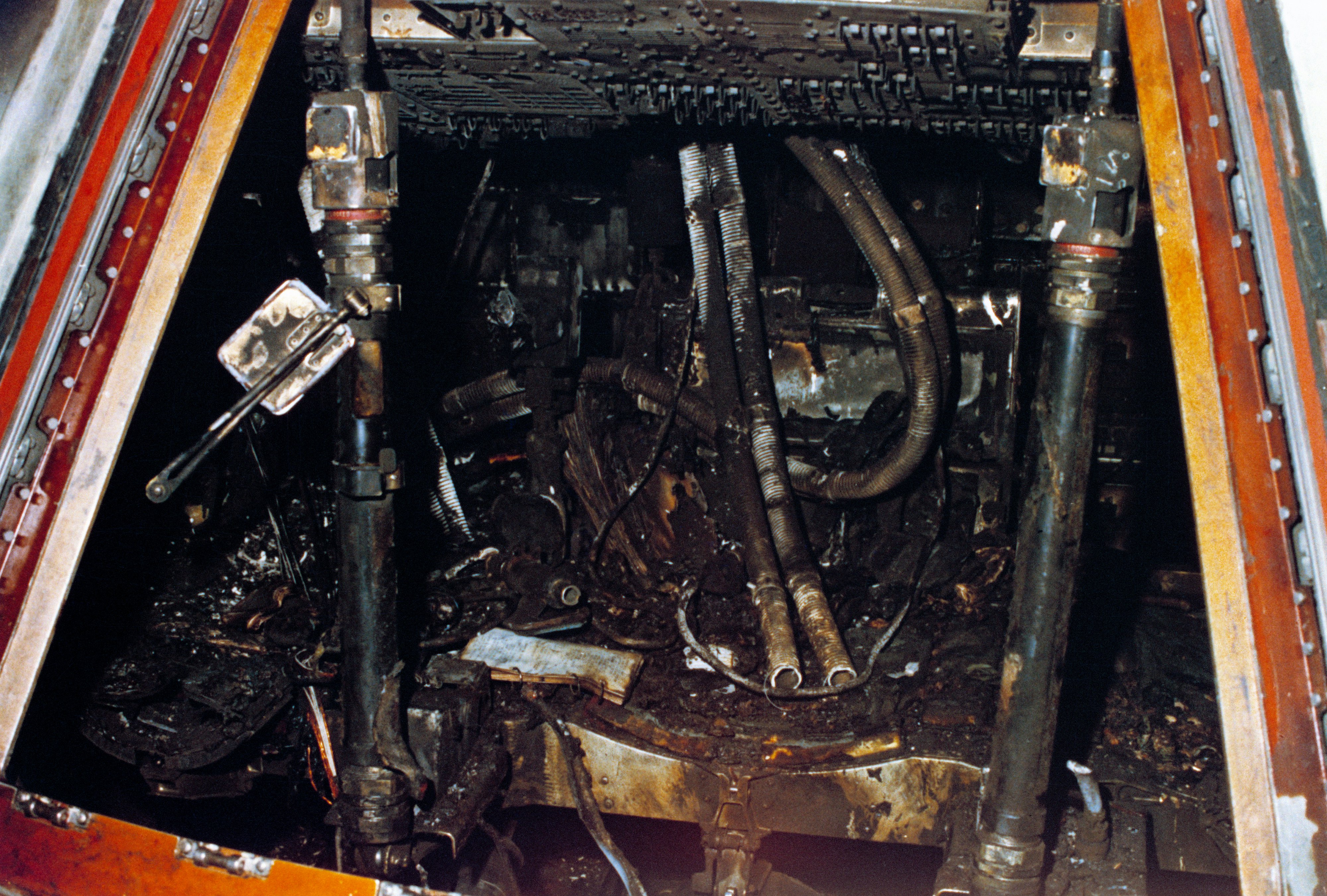
Інтер'єр кабіни «Аполлона-1» після пожежі.

Гріссом, Вайт і Чаффі вирішили назвати свій політ «Аполлон-1» — як вказівку на те, що цей політ буде першим пілотованим. Вони тренувалися й проводили випробування свого космічного корабля в компанії North American і в барокамері в Космічному центрі імені Кеннеді. На січень було заплановано випробування з перемиканням на внутрішнє живлення («plugs out test»), під час якого мав імітуватися зворотний відлік до запуску на пусковому майданчику LC-34 з переведенням космічного корабля із зовнішнього живлення на внутрішнє. Якби це випробування пройшло успішно, ближче до запуску 21 лютого мало бути проведене ще одне, більш ретельне випробування з імітацією зворотного відліку, причому і космічний апарат, і ракета-носій мали бути заправлені паливом.
Випробування з перемиканням на внутрішнє живлення розпочалося вранці 27 січня 1967 року, і одразу ж виникли проблеми. Екіпаж помітив дивний запах у скафандрах, через що герметизація люка затрималася. Потім виникли проблеми зі зв'язком, які змусили астронавтів призупинити імітування зворотного відліку. Під час цієї зупинки через коротке замикання в кабіні почалася пожежа, яка швидко поширилася в атмосфері під високим тиском, що складалася зі 100%-го кисню. Тиск від пожежі настільки зріс, що внутрішня стіна кабіни лопнула, після чого вогонь перекинутися на майданчик і унеможливив порятунок екіпажу. Астронавти задихнулися ще до того, як вдалося відкрити люк.

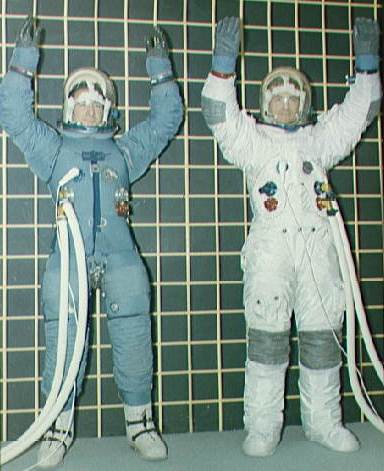
Скафандр Block II в січні 1968 року, до (ліворуч) і після змін, рекомендованих після пожежі на «Аполлоні-1».

НАСА негайно скликало комісію з розслідування аварії під наглядом обох палат Конгресу. Визначення відповідальності за аварію було складним. Комісія дійшла висновку, що «існували недоліки в дизайні Командного модуля, виробництві й контролі якості». За наполяганням адміністратора НАСА Джеймса Вебба компанія North American усунула Гаррісона Стормса з посади керівника програми розробки Командного модуля. Крім того, Вебб перепризначив керівника Офісу програми космічних кораблів «Аполлон» (ASPO) Джозефа Френсіса Ши, замінивши його на Джорджа Лоу.
Для усунення причин пожежі в космічний корабель Block II та експлуатаційні процедури було внесено зміни, найважливіші з яких — заміна чистого кисню на азотно-кисневу суміш до і під час запуску, а також видалення легкозаймистих матеріалів кабіни і скафандрів. Конструкція Block II передбачала заміну кришки люка Block I на швидкознімні двері, що відкриваються назовні. НАСА припинило програму пілотованих кораблів Block I і використовувало їх лише для непілотованих польотів на ракеті «Сатурн V». Астронавти мали вдягати виключно модифіковані вогнестійкі скафандри A7L Block II. Незалежно від того, чи був присутній у польоті Місячний модуль, вважалося, що вони літали на кораблях Block II.

#### Безпілотні випробування «СатурнаV» і Місячного модуля
24 квітня 1967 року Джордж Мюллер опублікував офіційну схему нумерації місій «Аполлон», використовуючи порядкові номери для всіх польотів — і пілотованих, і непілотованих. Послідовність мала починатися з «Аполлона-4», тим самим урахувавши перші три безекіпажні польоти, а позначення «Аполлон-1» мало бути скасоване на честь екіпажу, згідно з бажанням їхніх вдів.
У вересні 1967 року Мюллер затвердив послідовність типів місій, які мали бути успішно виконані, щоб здійснити висадження людей на Місяць. Переходити до наступного кроку дозволялося тільки після успішного виконання попереднього. Оскільки було невідомо, скільки спроб знадобиться для її успішного виконання кожної місії, замість цифр вони позначалися літерами:
- A — перевірка безекіпажного «Сатурна V».
- B — перевірка безекіпажного Місячного модуля з використанням ракети «Сатурн IB».
- C — перевірка Командно-службового модуля на навколоземній орбіті з використанням ракети «Сатурн IB».
- D — перший політ Командно-службового та Місячного модулів з екіпажем (він замінив місію AS-258, яка передбачала один запуск «Сатурна V»).
- E — політ Командно-службового та Місячного модулів на високу навколоземну орбіту.
- F — перша місячна місія з випробуванням Місячного модулів на навколомісячній орбіті, але без посадки («генеральна репетиція»).
- G — перша посадка з екіпажем на Місяць.

Перелік типів передбачав також подальші дослідження Місяця:
- H — висадки людей на Місяць.
- I — місії з досліджень на навколомісячній орбіті.
- J — тривале перебування на Місяці[94].

Затримка зі розробкою Командно-службового модуля, спричинена пожежею, дала НАСА змогу наздогнати розробку пілотованих Місячного модуля і «Сатурна V». Першим польотом «Сатурн V» без екіпажу став «Аполлон-4» (AS-501), запуск якого відбувся 9 листопада 1967 року і який ніс на собі Командно-службовий модуль версії Block I. Здатність теплового екрана Командного модуля витримати повернення з Місяця була продемонстрована, коли двигун Службового модуля «встромив» його в атмосферу на швидкості, що перевищувала звичайну швидкість повернення з орбіти на Землю.
Першим випробувальним безекіпажним польотом на навколоземну орбіту став «Аполлон-5» (AS-204). 22 січня 1968 року ця місія була запущена з 37-го майданчика ракетою-носієм «Сатурн IB», яка призначалася для «Аполлона-1». Двигуни Місячного модуля успішно пройшли тестовий запуск і перезапуск, незважаючи на помилку в комп'ютерному програмуванні, яка перервала запуск 1-го спускного ступеня. Двигун, який здійснював підйом, був запущений у режимі переривання, відомому як тест «Fire in the hole» («Усі в укриття!», букв. «Вогонь із діри!»), у рамках якого його запускали одночасно зі скиданням спускного ступеня. Компанія Grumman мала намір провести ще одне безекіпажне випробування, але керівник Офісу програми космічних кораблів «Аполлон» (ASPO) Джордж Лоу вирішив, що в наступний політ Місячний модуль візьме екіпаж.
Після цього, 4 квітня 1968 року, стартував «Аполлон-6» (AS-502), який ніс на борту два баластні модулі — Командно-службовий і Місячний. Метою цієї місії було здійснити вихід на навколомісячну орбіту, за якою одразу слідувало імітація переривання польоту і пряме повернення до Землі з використанням двигуна Службового модуля для здійснення входу в атмосферу на високій швидкості. «Сатурн V» зазнав так званої пого-осциляції — коливань, спричинених нестабільним згорянням палива у двигуні, що пошкодило паливні трубопроводи на 2-му і 3-му ступенях. Два двигуни S-II відключилися передчасно, але їх вимкнення змогли скомпенсувати решта двигунів. Пошкодження двигуна 3-го ступеня було серйознішим: він не зміг перезапуститися для виходу на навколомісячну орбіту. Диспетчери місії змогли використати двигун Службового модуля. У результаті «Аполлон-6», по суті, повторив профіль польоту «Аполлона-4». Зважаючи на хороші показники «Аполлона-6» і виявлення проблем «Аполлона-6», які потребували усунення, НАСА оголосило «Сатурн V» готовим до пілотованого польоту, скасувавши третій безпілотний політ.

#### Пілотовані дослідні місії
«Аполлон-7», запущений 11 жовтня 1968 року з майданчика LC-34, був місією типу С (перевірка Командно-службового модуля на навколоземній орбіті). Його екіпаж складався з трьох астронавтів — Воллі Ширри, Донна Ейсела і Волтера Каннінгема. Це був 11-денний політ на навколоземній орбіті, під час якого тестувалися системи Командно-службового модуля.
Планувалося, що «Аполлон-8» буде місією типу D (політ обох модулів з екіпажем); він мав стартувати в грудні 1968 року на «Сатурні V» замість двох «Сатурнів IB» з екіпажем у складі Джеймса Макдівітта, Девіда Скотта і Рассела Швайкарта. Але влітку стало зрозуміло, що створити ракету-носій до польоту не вдасться. Тоді Джордж Лоу запропонував сміливий крок: замість того щоб витрачати «Сатурн V» на ще одну звичайну навколоземну місію, відправити «Аполлон-8» одразу на навколомісячну орбіту, місію типу D здійснити наступною в березні 1969 року, а місію типу E (політ обох модулів на високу навколоземну орбіту) взагалі скасувати. Це давало змогу утримати програму в межах графіка.
Тим часом 15 вересня 1968 року Радянський Союз запустив у космос «Зонд-5». Маючи на борту двох черепах, борошняних черв'яків, бактерії та деякі рослини, «Зонд-3» здійснив перший в історії обліт Місяця, і вважалося, що незабаром СРСР повторить цей подвиг, аже вже з людьми на борту. Утім, рішення про зміну плану не оприлюднювали до успішного повернення «Аполлона-7».

«Аполлон-8» злетів 21 грудня 1968 року. Ветерани програми «Джеміні» Френк Борман і Джим Ловелл, а також новачок Вільям Андерс здійснили на ньому десять обертів навколо Місяця за 20 годин, напередодні Різдва передали телевізійні зображення місячної поверхні та успішно повернувшись на Землю, чим привернули увагу всього світу.
…Я міг повністю її приховати, поклавши великий палець до вікна. І тоді я зрозумів, що за великим пальцем, за яким ховаю цю Землю, є близько 6 мільярдів людей, які всі прагнуть там жити. (Джеймс Ловелл)

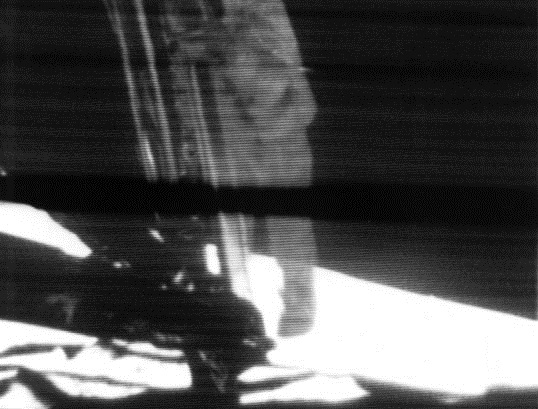
Ніл Армстронг спускається по сходах Місячного модуля, готуючись до перших кроків на поверхні Місяця, які транслювалися в прямому ефірі 20 липня 1969 року.

У березні 1969 року в рамках місії «Аполлон-9» були успішно виконані політ, зустріч на орбіті та стикування Місячного модуля на навколоземній орбіті, а Швайкарт випробував місячний скафандр EVA з портативною системою життєзабезпечення (PLSS) поза межами Місячного модуля. У травні 1969 року «Аполлон-10», екіпаж якого складався з ветеранів програми «Джеміні» Томаса Стаффорда, Джона Янга та Юджина Сернана, успішно виконав місію типу F (обліт Місяця без посадки). Стаффорд і Сернан провели Місячний модуль на відстані до 15 км від поверхні Місяця.
Місію типу G (посадка з екіпажем на Місяць) успішно виконав «Аполлон-11» у липні 1969 року. Його екіпаж складався з ветеранів програми «Джеміні» Ніла Армстронга, Майкла Коллінза та Базза Олдріна. 20 липня 1969 року о 20:17:40 UTC Армстронг і Олдрін здійснили першу посадку на Місяць у місцевості під назвою Море Спокою. Загалом вони провели 21 годину 36 хвилин на поверхні Місяця і 2 години 31 хвилину за межами космічного корабля. Вони ходили по поверхні Місяця, робили фотографії, збирали зразки матеріалів і встановлювали автоматичні наукові прилади, неперервно транслюючи чорно-білий телевізійний сигнал на Землю. 24 липня астронавти успішно повернулися на Землю.

### Подальші висадки на Місяць

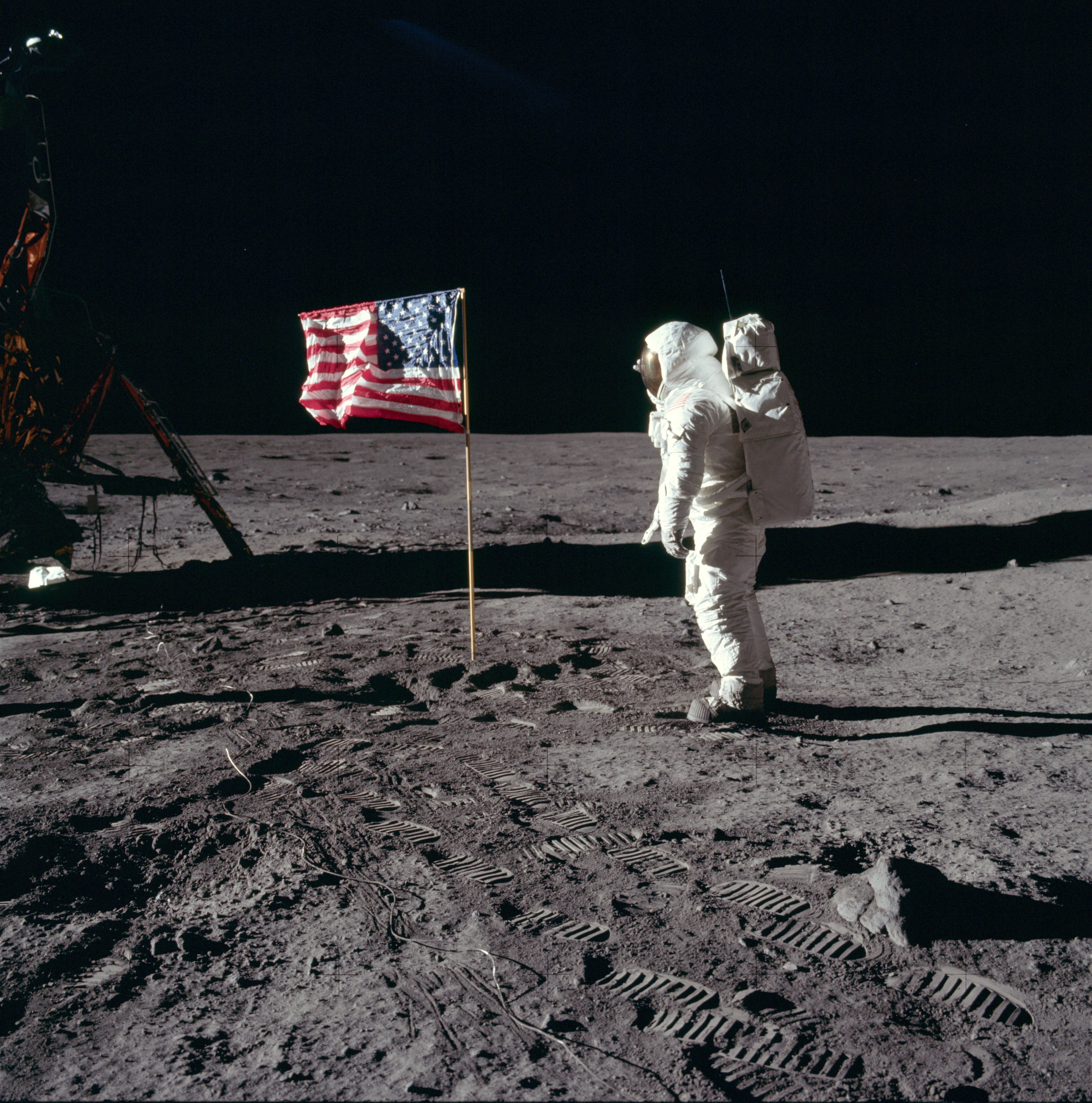
Астронавт «Аполлон-11» Базз Олдрін віддає честь прапору США.

Зробивши крок з драбинки Місячного модуля на поверхню Місяця, Ніл Армстронг вимовив знамениту фразу:
Це один маленький крок для людини, але гігантський стрибок для всього людства.
У листопаді 1969 року Чарльз Конрад, ступивши на поверхню Місяця і ставши третьою людиною, яка це зробила, висловився не так офіційно:
Ого! Ну, для Ніла це, можливо, був маленький крок, але для мене — величезний.
Чарльз Конрад і астронавт-новачок Алан Бін посадили «Аполлон-12» в Океані Бур у точно розрахованому місті — поблизу (у межах пішої досяжності) від безпілотного місячного зонда «Сервеєр-3», який приземлився там за 2,5 року до того, у квітні 1967 року. Пілотом командного модуля був ветеран програми «Джеміні» Річард Гордон. Конрад і Бін привезли на поверхню Місяця першу кольорову телевізійну камеру, але пошкодили її, випадково направивши її на Сонце. Вони здійснили два виходи на поверхню Місяця загальною тривалістю 7 годин 45 хвилин. Під час одного з них вони підійшли до «Сервеєра-3», сфотографували його і зняли з нього деякі деталі, які потім повернули на Землю.
Партії з 15 «Сатурнів», будування яких передбачали контракти, було достатньо для здійснення пілотованих місій із висадження астронавтів на Місяць аж до «Аполлона-20». Невдовзі після «Аполлона-11» НАСА оприлюднило попередній список ще восьми запланованих місць посадки і повідомило про плани збільшити масу Командно-службового і Місячного модулів в останніх п'яти місіях, а також збільшити вантажопідйомність «Сатурна V». Ці польоти мали стати реалізацією місій типі I і J зі списку 1967 року (дослідження на навколомісячній орбіті та тривале перебування на Місяці), що дало б пілоту Командного модуля змогу оперувати місячними орбітальними датчиками й камерами, поки його колеги працюють на поверхні. Це дало б астронавтам змогу перебувати на Місяці понад три дні. Ці місії також передбачали використання Місячного автомобіля (LRV), що збільшувало площу дослідження і давало змогу зняти запуск Місячного модуля. Крім того, скафандр Block II був модернізований для здійснення розширених місій з метою збільшити гнучкість і видимість для керування Місячним автомобілем.

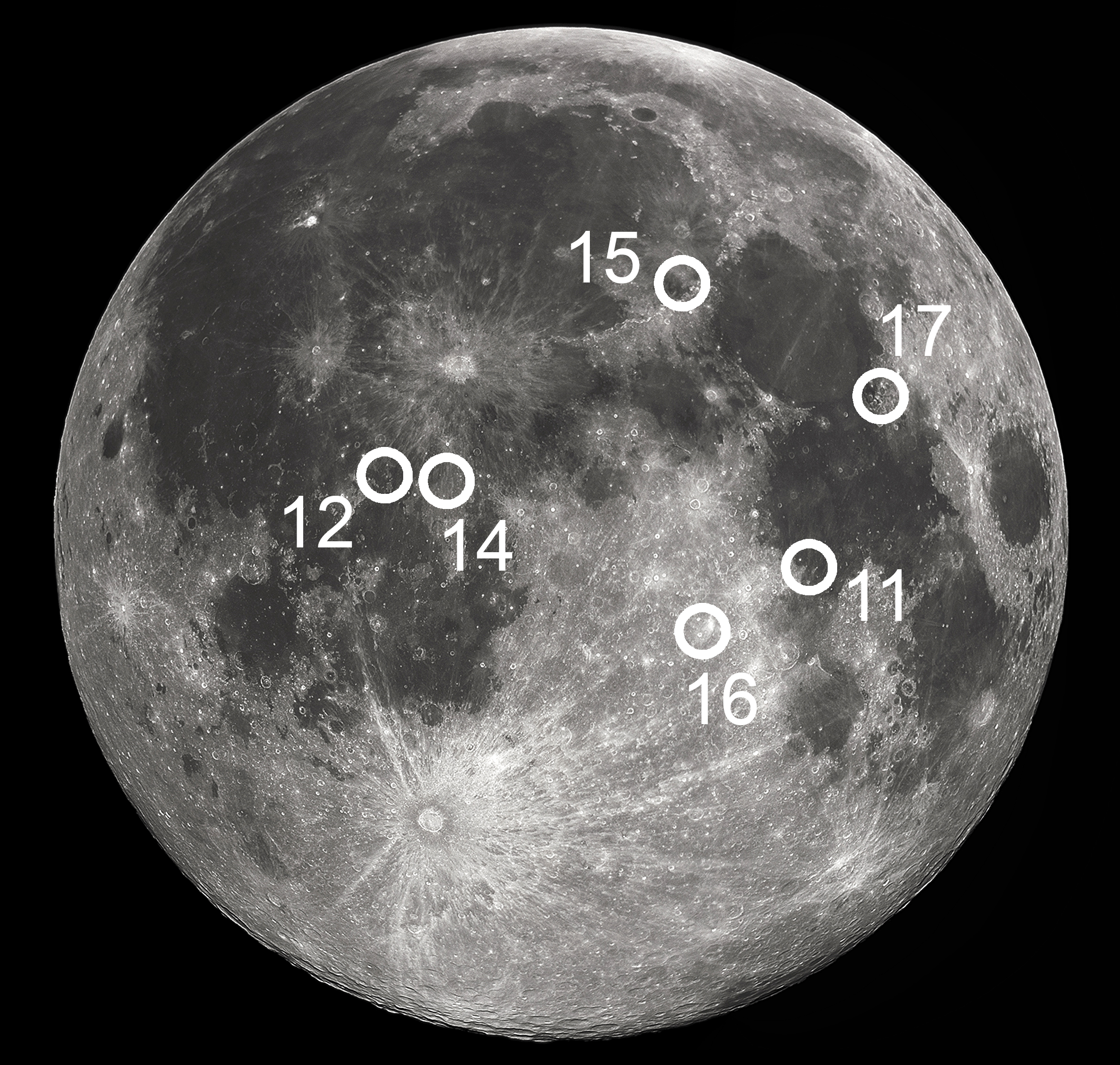
Місця посадок Місячних модулів місій програми «Аполлона» на Місяць, 1969—1972.

Перші польоти з висадженням астронавтів на Місяць пройшли успішно, і це дало змогу формувати екіпажі подальших місій за формулою командир-ветеран плюс два новачки.

У квітні 1970 року полетів «Аполлон-13», Місячний модуль якого мав сісти у формації Фра Мауро. Його екіпаж складався з Джеймса Ловелла, Джона Свайгерта і Фреда Гейза. Але через два дні після старту вибухнув бак із рідким киснем, що вивело з ладу Службовий модуль і змусило екіпаж скористатися Місячним модулем як «рятувальним човном» для повернення на Землю. Побачивши в ілюмінатор наслідки вибуху, Джон Свайгерт доклав про це на Землю, спокійно промовивши знамениту фразу:
Х'юстоне, у нас проблема.
Після вибуху робочим залишився лише Місячний модуль, і екіпаж використав його як «рятувальну шлюпку» для повернення на Землю: траєкторію польоту вдалося скоригувати за допомогою двигуна цього модуля. Облетівши Місяць, астронавти успішно повернулися на Землю. Місію охарактеризували як «успішна невдача».
Було скликано ще одну комісію НАСА, щоб визначити причину вибуху, — виявилася, що вона комбінована: бак було пошкоджено ще на заводі, і водночас субпідрядник виготовив один із його компонентів, не оновивши проєктні специфікації. Програму «Аполлон» знову призупинили до кінця 1970 року, поки кисневий бак не переробили і не додали додатковий.

#### Скорочені місії

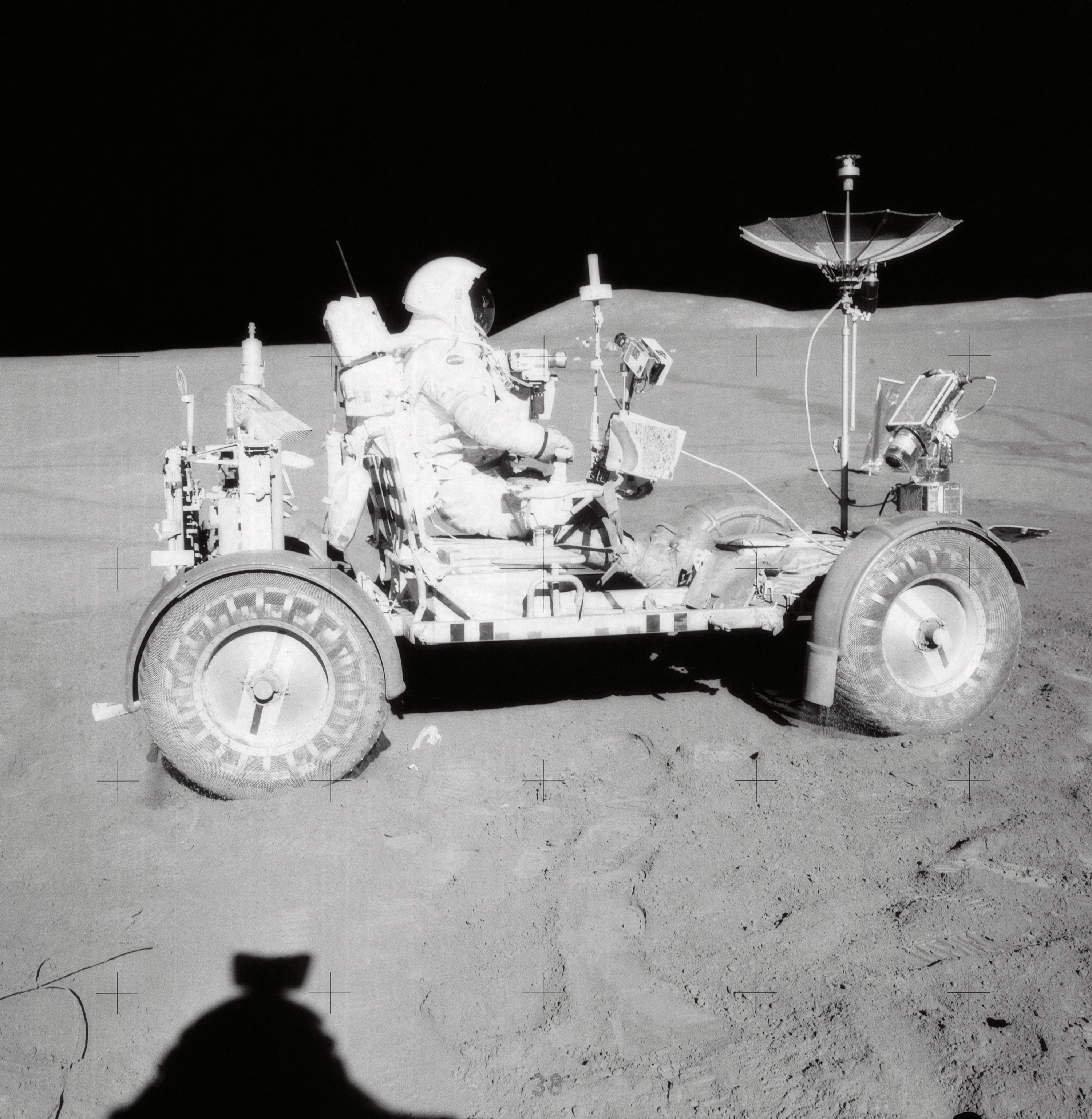
Місячний автомобіль («Аполлон-15»).

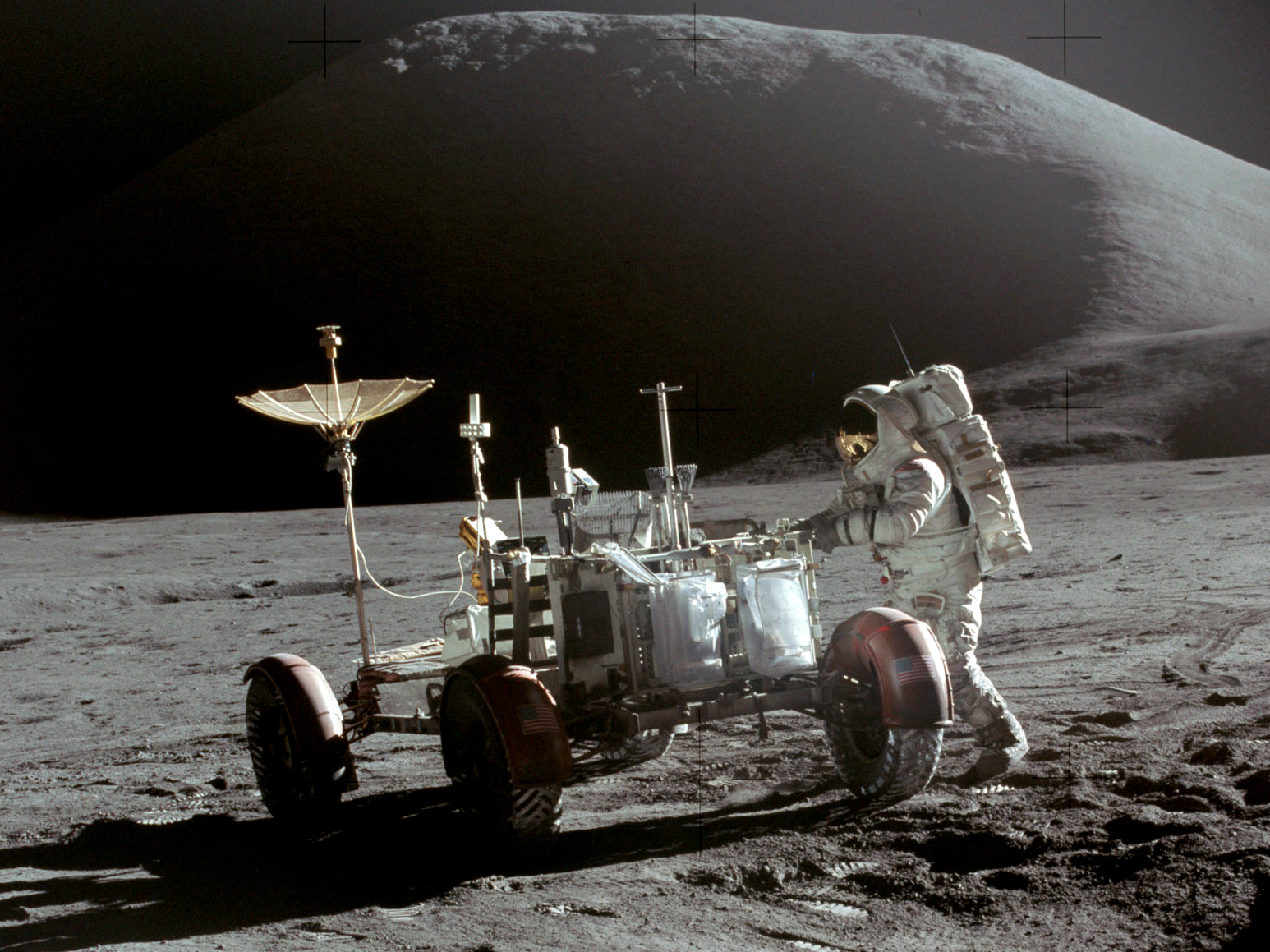
Місячний автомобіль, який використовувався на «Аполлонах» -15, -16 і -17.

У 1969 році, приблизно під час першої посадки на Місяць, було вирішено використати вже існуючий «Сатурн V» для запуску орбітальної лабораторії «Скайлеб», заздалегідь складеної на землі, скасувавши початковий план побудови її на орбіті шляхом декількох запусків «Сатурна IB»; через це довелося скасувати місію «Аполлон-20». Оскільки посадки на Місяць здійснювалися успішно, було вирішено, що повторювати вже здійснене досягнення немає сенсу, і річний бюджет НАСА почав скорочуватися. Крім того, НАСА доводилося виділяти кошти на розробку майбутнього космічного корабля «Спейс Шаттл». До 1971 року було ухвалено рішення також скасувати місії «Аполлон-18» і «Аполлон-19». Два невикористаних «Сатурни V» стали музейними експонатами в Космічному центрі імені Кеннеді (KSC) на острові Меррітт у Флориді, у Центрі космічних польотів імені Маршалла (MSFC) в Гантсвіллі в Алабамі, на Складальному підприємстві Мішуд (MAF) у Новому Орлеані, штат Луїзіана, і в Космічному центрі імені Ліндона Джонсона (JSC) в Х'юстоні, штат Техас.
Скорочення змусило планувальників решти чотирьох місій переоцінити початкові заплановані місця посадки, щоб забезпечити найефективніший відбір геологічних зразків і збір даних. Планувалося, що «Аполлон-15» стане останньою місією класу H (висадка людей на Місяць), але оскільки до завершення програми залишилося лише дві місії, його перетворити на першу з трьох місій класу J (тривале перебування на Місяці).
Місія «Аполлона-13» до формації Фра Мауро була передоручена «Аполлону-14»; у лютому 1971 року ним командував ветеран програми «Меркурій» Алан Шепард разом зі Стюартом Русою та Едгаром Мітчеллом. Цього разу місія була успішною. Шепард і Мітчелл провели на поверхні 33 години 31 хвилину і здійснили два виходи у відкритий космос загальною тривалістю 9 годин 24 хвилини, що на той час було рекордом серед екіпажів місячних місій.
У серпні 1971 року, одразу після завершення місії «Аполлон-15», президент США Річард Ніксон запропонував скасувати дві інші місії висадки на Місяць — «Аполлон-16» і «Аполлон-17». Заступник директора Офісу менеджменту та бюджету США Каспар Вайнбергер був проти цього і переконав Ніксона залишити решту запланованих місій.

#### Розширені місії
26 липня 1971 року злетів «Аполлон-15» із Девідом Скоттом, Альфредом Ворденом і Джеймсом Ірвіном. 30 липня Скотт та Ірвін приземлилися поблизу борозни Гедлі і провели на поверхні трохи менше двох діб — 19 годин. За час перебування на поверхні вони зібрали близько 77 кілограмів місячного матеріалу.
20 квітня 1972 року «Аполлон-16» приземлився у високогір'ї Декарта. Екіпаж очолював Джон Янг, а членами екіпажу були Кен Маттінглі та Чарльз Дюк. Янг і Дюк провели на поверхні трохи менше ніж три доби і загалом перебували у відкритому космосі понад 20 годин.
Останньою місією програми «Аполлон» був «Аполлон-17», який приземлився в регіоні Таурус-Літтроу в грудні 1972 року. До його екіпажу входили командир Юджин Сернан, пілот Роналд Еванс і перший вчений-астронавт НАСА, геолог Гаррісон Шмітт. Спочатку планувалося, що Шмітт полетить на «Аполлоні-18», але спільнота селенологів пролобіювала його включення в екіпаж останньої Місячної місії. Сернан і Шмітт пробули на поверхні трохи більше трьох днів і провели трохи більше 23 годин у відкритому космосі.
У березні 2022 року офіційні особи НАСА вирішили дозволити вивчення останніх із 2196 зразків ґрунту місії «Аполлон-17», щоб отримати додаткові висновки до тих, що зробили дослідники півстоліття тому.

#### Скасовані місії
У рамках програми «Аполлон» було заплановано кілька місій, які були скасовані до остаточного узгодження деталей.
Планувалося здійснити ще три місії до Місяця — «Аполлон-18», «Аполлон-19» і «Аполлон-20», однак у НАСА ухвалили рішення про скорочення бюджету, а вивільнені кошти було перенаправлено на програму «Спейс Шаттл». Ракети-носії «Сатурн V» і космічні кораблі «Аполлон», які залишилися, було вирішено використати для програми «Скайлеб» і місії «Союз — Аполлон».

## Короткий опис місій
У наведеній нижче таблиці перелічено місії, виконані в рамках програми «Аполлон» (джерело: Apollo by the Numbers: A Statistical Reference (Orloff 2004)). Прізвища астронавтів, які були на поверхні Місяця, виділено жирним шрифтом, а прізвища астронавтів, які залишалися на навколомісячній орбіті, — курсивом.
| Позначення   | Дати             | Ракета-носій | Командно-службовий модуль | Місячний модуль  | Екіпаж                                       | Короткий опис |
| ------------ | ---------------- | ------------ | ------------------------- | ---------------- | -------------------------------------------- | --- |
| AS-201       | 26.02.1966       | AS-201       | CSM-009                   | —                | —                                            | Перший запуск у рамках програми, суборбітальний політ до Атлантичного океану. Цілі: перевірка структурної цілісності ракети-носія і корисного вантажу, розділення ступенів, перевірка роботи бортових систем ракети-носія, запуск корисного вантажу, перевірка бортових систем космічного корабля, надійність теплозахисту і робота допоміжних наземних об'єктів. Унаслідок збою під час найбільшого нагрівання теплозахисного щита не вдалося отримати інформацію про роботу абляції під час входу в атмосферу.                                                                                       |
| AS-203       | 05.07.1966       | AS-203       | —                         | —                | —                                            | Космічного апарата на борту не було. Метою запуску було оцінити роботу відсіку інструментів в орбітальному польоті, отримати інформацію про роботу систем охолодження й вентиляції, переміщення рідин і передавання тепла в паливних баках, роботу систем орієнтації та терморегулювання, системи управління польотом, а також зібрати дані щодо поведінки рідкого водневого палива на орбіті, щоб переконатися в необхідності передбачити можливість перезапуску S-IVB. |
| AS-202       | 25.12.1966       | AS-202       | CSM-011                   | —                | —                                            | Суборбітальний політ Командно-службового модуля до Тихого океану. Ступінь S-IVB була визнана придатною для пілотованих польотів. |
| «Аполлон-1»  | 21.02.1967       | SA-204       | CSM-012                   | —                | Вірджил Гріссом Едвард Вайт Роджер Чаффі     | Наземні випробування. Весь екіпаж загинув у пожежі під час випробувань на стартовому майданчику 27 лютого 1967 року. |
| «Аполлон-4»  | 09.11.1967       | SA-501       | CSM-017                   | LTA-10R          | —                                            | Перший випробувальний 8,5-годинний політ ракети «Сатурн V», виведення безпілотного космічного апарата на високу навколоземну орбіту; демонстрація повторного запуску двигуна S-IVB; перевірка теплового екрана з моделюванням швидкості й кута траєкторії повернення з Місяця. |
| «Аполлон-5»  | 22–23.01.1968    | SA-204       | —                         | LM-1             | —                                            | Безпілотне випробування ракети-носія «Сатурн IB» в навколоземному орбітальному польоті. Демонстрація рухову установку для зльоту й спуску, пілотування ракетою-носієм, перший запуск корабля з Місячним модулем, 11-годинна місія для його випробовування. |
| «Аполлон-6»  | 04.04.1968       | SA-502       | CM-020 SM-014             | LTA-2R           | —                                            | Останній безпілотний запуск за програмою «Аполлон». 10-годинна місія з метою визначити, у яких умовах відбуватимуться пілотовані польоти. Оцінювання «Сатурна V» на предмет здійснення пілотованих польотів. Другий політ «Сатурна V» без екіпажу, спроба демонстрації переходу на траєкторію польоту до Місяця та переривання польоту з використанням двигуна Службового модуля; три відмови двигуна, зокрема невдалий перезапуск S-IVB. Контролери польоту використовували двигун Службового модуля для повторення профілю польоту «Аполлона-4».                                                     |
| «Аполлон-7»  | 11—22.10.1968    | SA-205       | CSM-101                   | —                | Воллі Ширра Волтер Каннінгем Донн Ейсел      | Перший пілотований космічний політ у рамках програми «Аполлон». 11-денний політ навколоземною орбітою з метою відпрацювання та комплексних випробовувань Командного модуля, а також дослідження командно-вимірювального комплексу. Перша пряма телевізійна трансляція з орбіти, здійснена пілотами. |
| «Аполлон-8»  | 21—27.12.1968    | SA-503       | CSM-103                   | LTA-B            | Френк Борман Джеймс Ловелл Вільям Андерс     | Перший пілотований політ «Сатурна V». Перший в історії людства обліт Місяця. Командно-службовий модуль за 20 годин здійснив 10 обертів навколомісячною орбітою. |
| «Аполлон-9»  | 03–13.03.1969    | SA-504       | CSM-104 Gumdrop           | LM-3 Spider      | Джеймс Макдівітт Девід Скотт Рассел Швайкарт | Другий пілотований політ «Сатурна V». Імітація польоту на Місяць на навколоземній орбіті. Перший пілотований політ Командно-службового і Місячного модулів на навколоземній орбіті. Відпрацювання перебудови корабля і маневрів, які виконуватимуться на навколомісячній орбіті у подальших місіях. Перевірка портативної системи життєзабезпечення, яка використовуватиметься на поверхні Місяця. |
| «Аполлон-10» | 18—26.05.1969    | SA-505       | CSM-106 «Чарлі Браун»     | LM-4 «Снупі»     | Томас Стаффорд Джон Янг Юджин Сернан         | Генеральна репетиція першої висадки на Місяць; Місячний модуль пролетів на висоті 15 км над поверхнею Місяця. |
| «Аполлон-11» | 16–24.07.1969    | SA-506       | CSM-107 «Колумбія»        | LM-5 «Орел»      | Ніл Армстронг Майкл Коллінз Базз Олдрін      | Перша посадка людей на поверхню Місяця, здійснена на базі Спокою в морі Спокою. Тривалість перебування на поверхні — 2 год 31 хв. Екіпаж привіз на Землю 21,55 кг місячного ґрунту. |
| «Аполлон-12» | 14—24.11.1969    | SA-507       | CSM-108 Yankee Clipper    | LM-6 Intrepid    | Чарлз Конрад Річард Гордон Алан Бін          | Друга посадка, здійснена в Океані Бур за 200 м від космічного корабля «Сервеєр-3», який приземлився там за 2,5 року до того. Астронавти демонтували деякі деталі цього апарата і привезли їх на Землю. Крім того, вони зібрали 34,30 кг місячних порід і привезли їх на Землю. Тривалість перебування астронавтів на поверхні Місяця — 7 год 45 хв. |
| «Аполлон-13» | 11—17.11.1970    | SA-508       | CSM-109 Odyssey           | LM-7 Aquarius    | Джеймс Ловелл Джон Свайгерт Фред Гейз        | Третя спроба посадки Місяць. 14 квітня на відстані 330 000 км від Землі вибухнув кисневий балон і вийшли з ладу два з трьох паливних елементів, які забезпечували електропостачання відсіку екіпажу Командного модуля. Вийшли з ладу маршовий двигун і системи життєзабезпечення Службового модуля. Робочим залишився лише Місячний модуль, і екіпаж використав його як «рятувальну шлюпку» для повернення на Землю: траєкторію польоту вдалося скоригувати за допомогою двигуна цього модуля. Облетівши Місяць, астронавти успішно повернулися на Землю. Місію охарактеризували як «успішна невдача». |
| «Аполлон-14» | 31.01—09.02.1971 | SA-509       | CSM-110 Kitty Hawk        | LM-8 Antares     | Алан Шепард Стюарт Руса Едгар Мітчелл        | Третя посадка на Місяць. Здійснена у формації Фра Мауро, розташованій на північний схід від Океану Бур. Упродовж польоту виконана велика дослідна програма, яка переважала за обсягом місії «Аполлон-11» і «Аполлон-12». Тривалість перебування астронавтів на поверхні Місяця — 9 год 21 хв. На Землю привезено 42,80 кг місячних порід. |
| «Аполлон-15» | 26.07—07.08.1971 | SA-510       | CSM-112 Endeavour         | LM-10 Falcon     | Девід Скотт Альфред Ворден Джеймс Ірвін      | Перший політ із розширеним Місячним модулем і місячним автомобілем, який потім використовувався також у місіях «Аполлон-16» і «Аполлон-17». Місячний модуль приземлився в районі Гедлі-Апенніни, розташованому поблизу Моря Дощів. Тривалість перебування астронавтів на поверхні Місяця — 18 год 33 хв. На Землю привезено 76,70 кг місячних порід. |
| «Аполлон-16» | 16—27.04.1972    | SA-511       | CSM-113 Casper            | LM-11 Orion      | Джон Янг Кен Маттінглі Чарльз Дюк            | Здійснив посадку на високогір'ї Декарта. Другий політ із місячним автомобілем. Тривалість перебування астронавтів на поверхні Місяця — 20 год 14 хв. На Землю привезено 94,30 кг місячних порід. |
| «Аполлон-17» | 07—19.12.1972    | SA-512       | CSM-114 America           | LM-12 Challenger | Юджин Сернан Роналд Еванс Гаррісон Шмітт     | Єдиний нічний запуск «Сатурна V». Місячний модуль здійснив посадку в регіоні Таурус-Літтроу. Третій політ із місячним автомобілем. Перший геолог на Місяці. Остання висадка людей на Місяць. Тривалість перебування астронавтів на поверхні Місяця — 22 год 02 хв. На Землю привезено 110,40 кг місячних порід. |

## Привезені на Землю зразки місячного ґрунту
У рамках програми «Аполлон» до Лабораторії прийому місячних зразків у Х'юстоні було привезено понад 382 кг місячних порід і ґрунту. Нині 75 % зразків зберігаються в Лабораторії зразків місячного ґрунту, збудованій у 1979 році.
Дані радіоізотопного датування свідчать, що гірські породи, привезені з Місяця, надзвичайно старі порівняно із земними породами. Їхній вік коливається від прибл. 3,2 млрд років (базальтові зразки, зібрані у місячних морях) до прибл. 4,6 млрд років (зразків, отримані з гірської кори). Отже, ці зразки відносяться до дуже раннього періоду еволюції Сонячної системи; на Землі вони майже відсутні.
Одна з важливих знахідок, здійснених під час програми «Аполлон», — так званий Камінь Буття; астронавти Девід Скотт і Джеймс Ірвін привезли його на Землю під час місії «Аполлон-15». Ця анортозитова порода складається майже виключно з багатого на кальцій мінералу анортиту і вважається репрезентативною для кори високогір'я. «Аполлон-12» виявив геохімічний компонент, який пізніше дістав назву KREEP, він не має відомого земних аналогів. Хімічний аналіз зразків анортозиту і KREEP дав змогу зробити висновок, що зовнішня частина речовини Місяця колись була повністю розплавленою.
Майже всі породи демонструють сліди впливу ударних процесів. Багато зразків поцятковані мікрометеоритними ударними кратерами, які ніколи не зустрічаються в земних породах, оскільки мікрометеорити згорають в атмосфері Землі і не долітають до її поверхні. Багато зразків місячних порід мають ознаки впливу ударних хвиль високого тиску, які утворюються під час зіткнень. Деякі з повернених зразків утворилися в результаті ударного плавлення — тобто є матеріалами, які розплавилися поблизу ударного кратера. Усі зразки, привезені з Місяця, мають високий рівень брекчії внаслідок того, що вони зазнали численних ударних подій.
Аналіз складу повернених місячних зразків дає підстави вважати, що Місяць утворився внаслідок зіткнення великого астрономічного тіла із Землею.

## Вартість програми

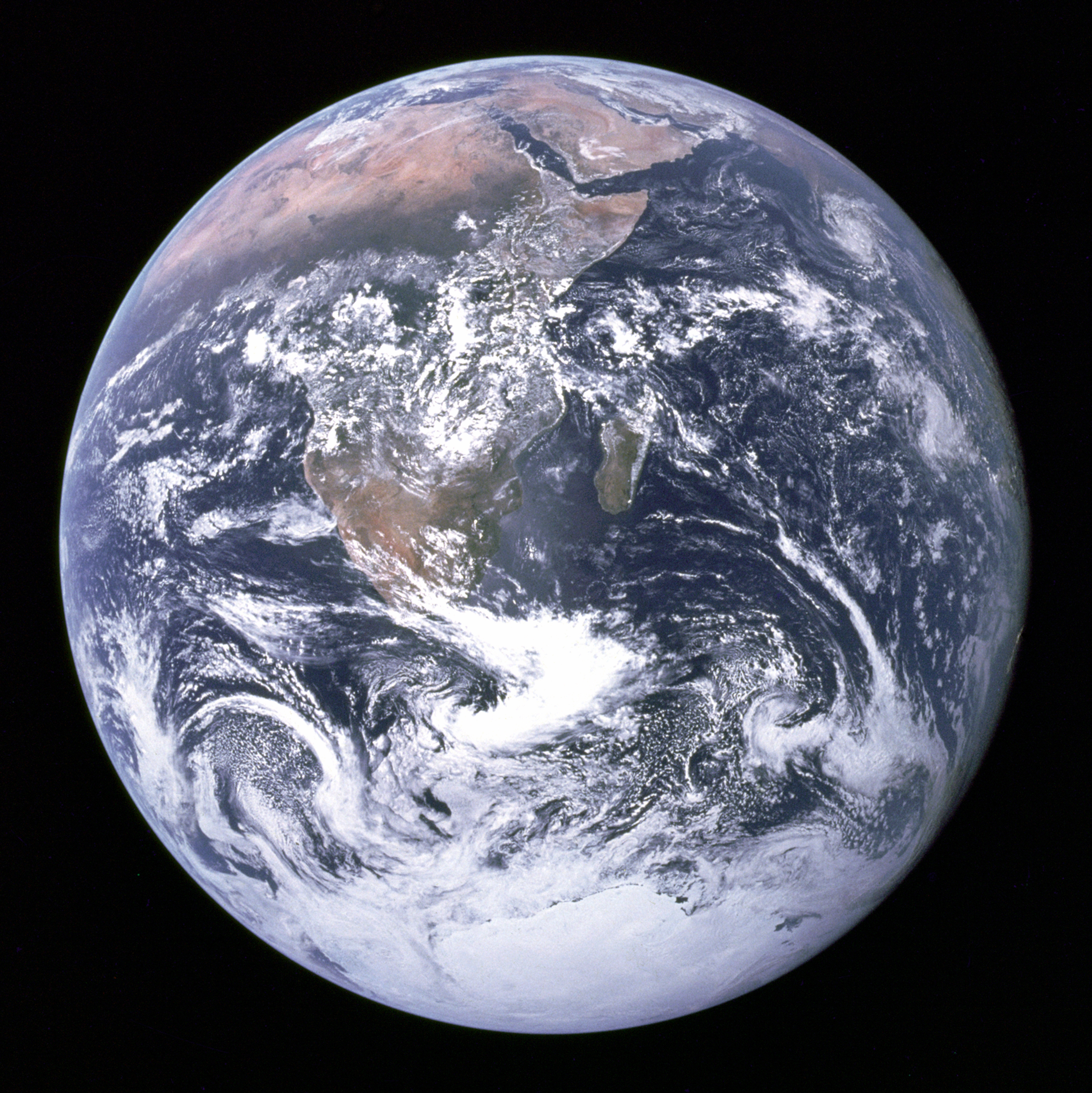
«Блакитна іграшкова куля» — фотографія Землі, знята 7 грудня 1972 року під час польоту «Аполлона-17». Юджин Сернан висловився про неї так: «Ми вирушили досліджувати Місяць, а насправді відкрили Землю».

Вартість програми «Аполлон» становила 25,4 млрд дол., або, якщо застосувати вдосконалений аналіз витрат, приблизно 257 млрд дол. станом на 2023 рік.
З цієї суми 20,2 млрд дол. (скориговані — 145 млрд дол.) було витрачено на проєктування, розробку й виробництво ракет-носіїв сімейства «Сатурн», космічного корабля «Аполлон», скафандрів, наукові експерименти та операції з виконання місій. Витрати на будівництво й експлуатацію наземних об'єктів, пов'язаних з програмою «Аполлон», як-от центри пілотованих польотів НАСА і глобальну мережу стеження й збору даних, додали ще 5,2 млрд дол. (37,3 млрд дол.).
Якщо врахувати витрати на суміжні проєкти, як-от програму «Джеміні» та роботизовані програми «Рейнджер», «Сервеєр» і «Лунар орбітер», сума зростає до 28 млрд дол. (280 млрд дол.).
Офіційний розподіл витрат НАСА, про який було повідомлено Конгресу навесні 1973 року, виглядає так:
| Програма «Аполлон»                 | Вартість (вихідна, млрд дол.) |
| ---------------------------------- | ----------------------------- |
| Космічний корабель «Аполлон»       | 8,5                           |
| Ракети-носії «Сатурн»              | 9,1                           |
| Розробка двигунів для ракет-носіїв | 0,9                           |
| Експлуатаційні витрати             | 1,7                           |
| Загалом НДДКР                      | 20,2                          |
| Відстеження та збір даних          | 0,9                           |
| Обслуговування наземних об'єктів   | 1,8                           |
| Експлуатація обладнання            | 2,5                           |
| Загалом                            | 25,4                          |

На початку 1960-х років було складно точно оцінити вартість польоту людини в космос, оскільки така можливість була новою, а досвіду управління пілотованими польотами не було. У попередньому аналізі витрат, здійсненому НАСА, вартість пілотованого польоту на Місяць оцінювалася у 7—12 млрд дол. Перш ніж доповісти про це віцепрезиденту Джонсону у квітні 1961 року, адміністратор НАСА Джеймс Вебб збільшив цю оцінку до 20 млрд дол.
Космічна програма «Аполлон» являла собою наймасштабніший науково-дослідний проєкт мирного часу. На піку свого розвитку в ній було залучено понад 400 000 працівників і підрядників з усіх частин США. У 1960-х роках на неї припадало більше половини загальних витрат НАСА. Після першої висадки на Місяць суспільний й політичний інтерес до неї впав, зокрема й у президента Річарда Ніксона, який намагався обмежити федеральні витрати. З огляду на обмеження свого бюджету НАСА вже не могло підтримувати місії «Аполлона», які коштували в середньому 445 млн дол. (2,66 млрд дол. за нинішнім курсом) кожна, і водночас розробляти програму «Спейс Шаттл». Останнім фінансовим роком фінансування програми «Аполлон» став 1973 рік.

## Програма прикладних досліджень «Аполлон»

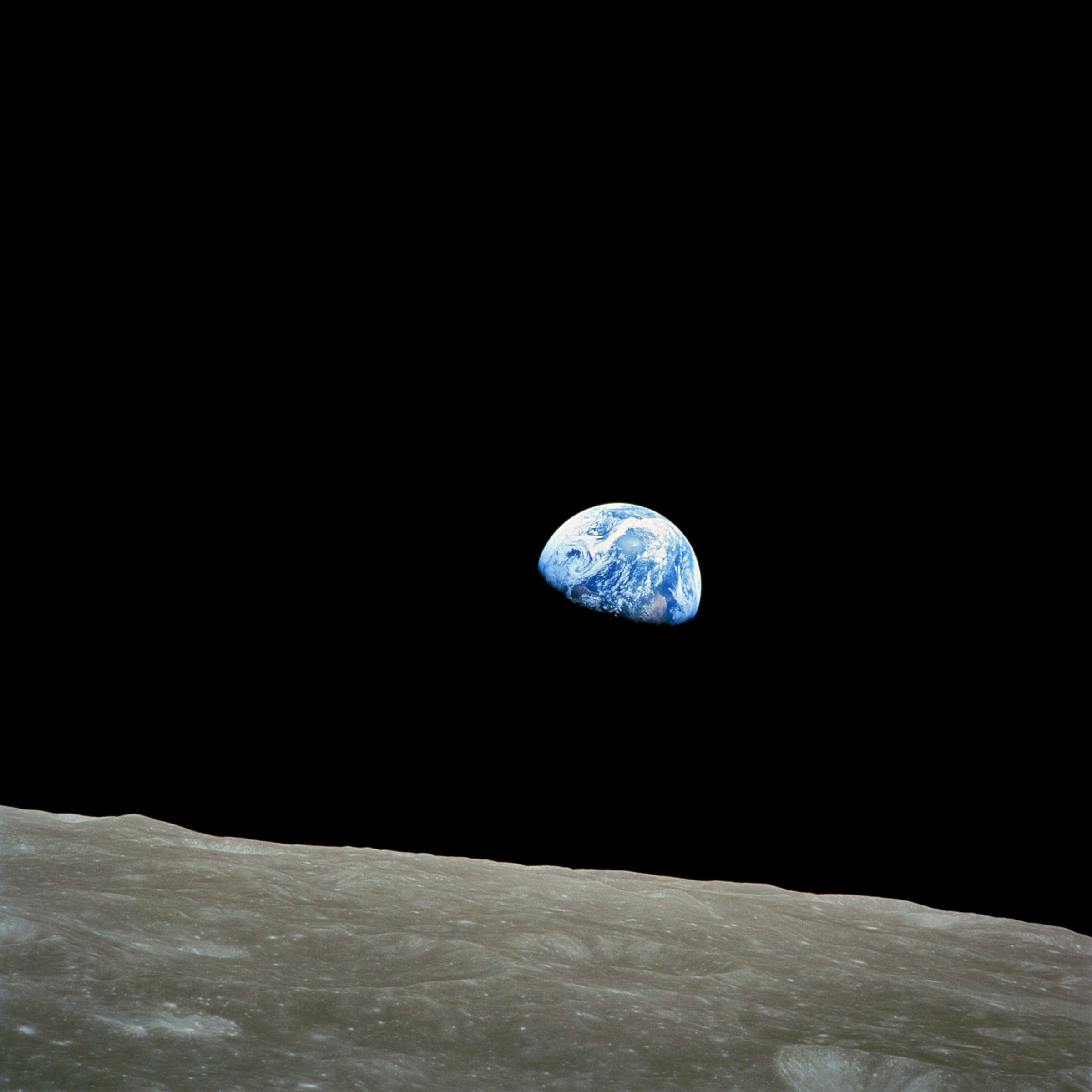
«Варто пам'ятати, що ми отримали фотографію Землі з відстані 240 000 миль. <…> На ній ми бачимо Землю з іншого ракурсу — як тривимірну, між Сонцем і Місяцем, і починаємо усвідомлювати, наскільки це маленьке і водночас значне тіло». — Джеймс Ловелл. Фото «Схід Землі» зняте Вільямом Андерсом, пілотом корабля «Аполлон-8», 24.12.1968.

Після висадження людей на Місяць НАСА застосовувало обладнання «Аполлона» й надалі. Серія проєктів, яка продовжувала програму «Аполлон» (Apollo X), передбачала до 30 польотів на навколоземну орбіту, у яких простір адаптера Місячного модуля (SLA) використовувався для розміщення невеликої орбітальної лабораторії («майстерні»). Астронавти мали продовжувати використовувати Командно-службовий модуль як пором, який доставляв їх до станції. За цим дослідженням послідував проєкт більшої орбітальної майстерні, яка мала бути побудована на орбіті з порожнього розгінного блока S-IVB ракети «Сатурн». Згодом цей проєкт переріс у Програму прикладних досліджень «Аполлон» (Apollo Applications Program, AAP). «Майстерня» мала бути доповнена кріпленням для телескопа «Аполлон» (Apollo Telescope Mount), яке можна було б прикріпити до відлітного ступеня Місячного модуля за допомогою опори. Найамбітніший план передбачав використання порожнього блока S-IVB як міжпланетного космічного корабля для обльоту Венери.
Орбітальна майстерня S-IVB була єдиним з цих планів, який вдалося втілити в життя. Вона отримала назву «Скайлеб», була зібрана на землі, а не в космосі, і запущена в 1973 році за допомогою двох нижніх ступенів ракети-носія «Сатурн V». Вона була оснащена телескопічним кріпленням «Аполлон». Останній екіпаж «Скайлеба» покинув станцію 8 лютого 1974 року, а оскільки розробка програми «Спейс Шаттл» затягнулася і шатли не могли врятувати станцію, у 1979 році вона увійшла в атмосферу.
Обладнання програми «Аполлон» використовувалося також у першому спільному міждержавному космічному польоті «Союз — Аполлон», який проклав шлях для майбутньої співпраці з іншими країнами в рамках програми «Спейс Шаттл» і на Міжнародній космічній станції.

## Пізніші спостереження

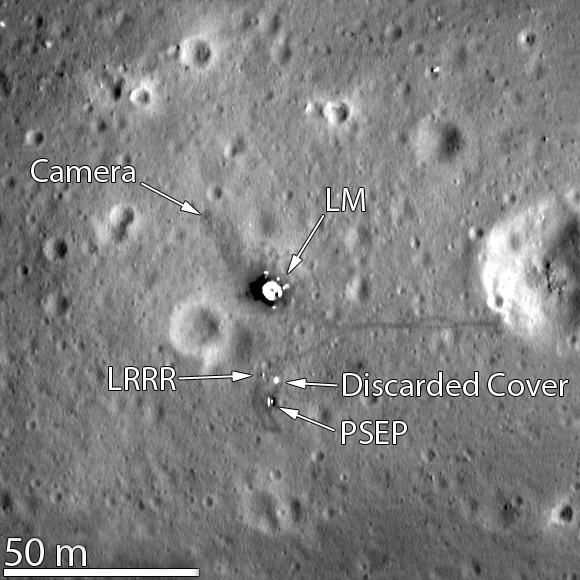
База Спокою, сфотографована апаратом Lunar Reconnaissance Orbiter у березні 2012 року.

У 2008 році зонд SELENE Агентства аерокосмічних досліджень Японії (JAXA), перебуваючи на навколомісячній орбіті, спостерігав ознаки ореолу навколо кратера від вибуху місячного модуля «Аполлон-15».
Починаючи з 2009 року, роботизований апарат НАСА Lunar Reconnaissance Orbiter, перебуваючи на орбіті на висоті 50 кілометрів над Місяцем, фотографував об'єкти, які залишилися на поверхні Місяця після виконання програми «Аполлон», а також усі місця, де приземлялися екіпажі «Аполлонів». Виявилося, що прапори, залишені на Місяці під час місій «Аполлон», досі перебувають на тих місцях, де їх залишили астронавти; впав лише прапор, залишений під час місії «Аполлон-11»: його збило під час старту корабля від поверхні Місяця. Наскільки добре ці прапори зберегли свої первісні кольори, точно невідомо. Побачити їх у телескоп із Землі неможливо.

У редакційній статті від 16 листопада 2009 року газета «Нью-Йорк таймс» писала:
Ці фотографії місць приземлення «Аполлона» викликають якусь страшенну тугу. Вони настільки детальні, що якби Ніл Армстронг йшов там зараз, можна було б його розгледіти і навіть розрізнити його сліди, — стежки, які чітко видно на фотографіях місця посадки «Аполлона-14». Можливо, тугу викликає відчуття простої величі тих місій «Аполлона». А може, це нагадування про те, яким ризиком супроводжувалося приземлення модуля «Орел», — адже він міг просто не злетіти, і тоді астронавти застрягли б на Місяці. Крім того, такі фотографії, як ця, дають найкращу можливість зазирнути безпосередньо в минуле людства… На ній місячний модуль [«Аполлона-11»] стоїть на тому ж місці, на якому він приземлився 40 років тому, — так, ніби ми дійсно перемістилися 40 років тому, а весь час, що минув відтоді, — лише вигадка.

## Спадок

### Наука й технології

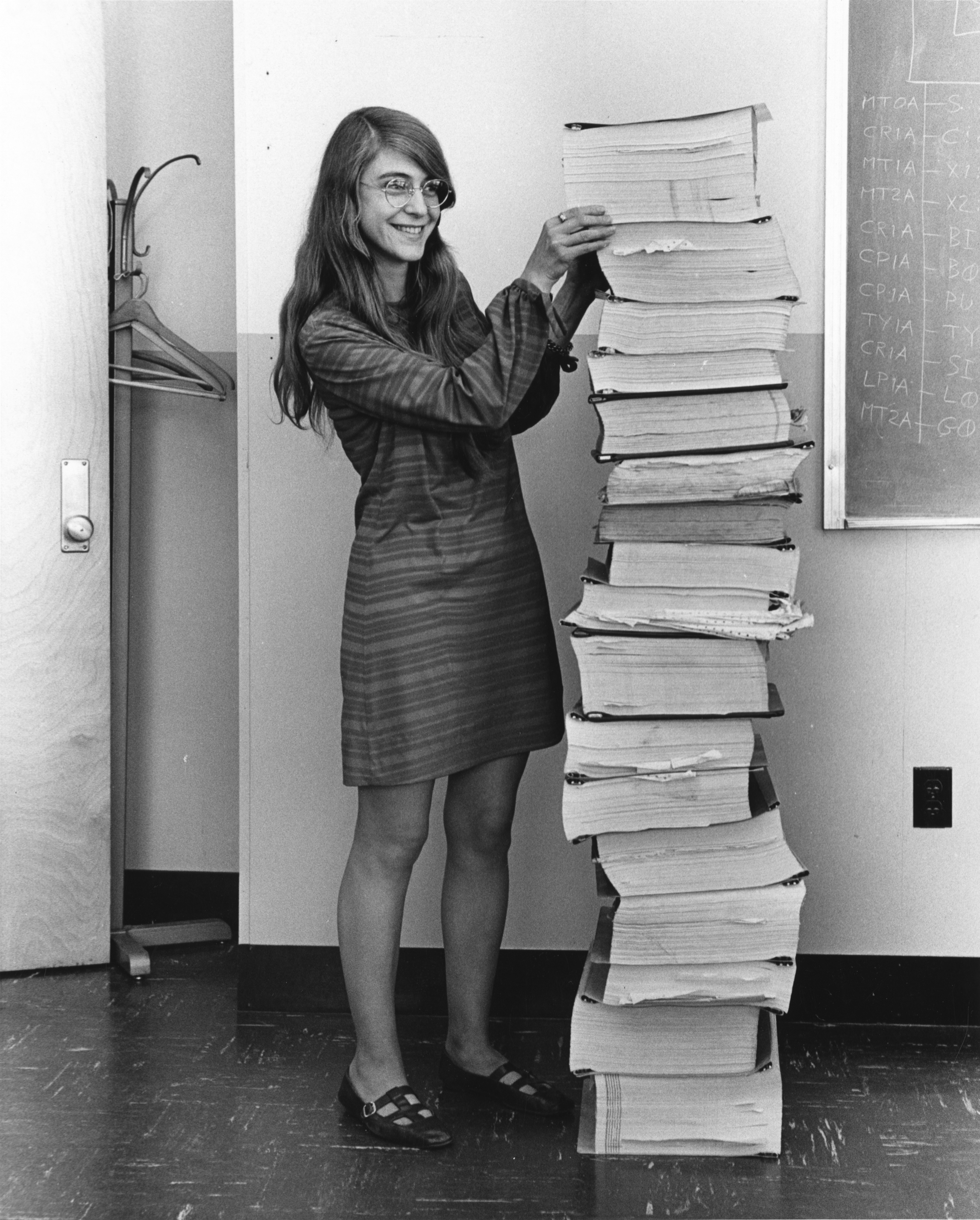
Маргарет Гамільтон поруч зі стосом роздруківок навігаційного програмного забезпечення, яке вона та її команда з Массачусетського технологічного інституту розробили для програми «Аполлон».

Програму «Аполлон» називають найзначнішим технологічним досягненням в історії людства. Вона стимулювала розвиток багатьох галузей технологій; станом на 2015 рік це призвело до появи понад 1800 побічних продуктів, зокрема досягнення в розробці безпроводових електроінструментів, вогнетривких матеріалів, пульсометрів, сонячних панелей, у створенні цифрових зображень і використання рідкого метану як палива. Бортові комп'ютери тієї ж конструкції, що використовувалася в Місячному і Командному модулях, а також ракетні системи UGM-27 Polaris та LGM-30 Minuteman, стали рушійною силою перших наукових досліджень у галузі інтегральних мікросхем. До 1963 року на програму «Аполлон» витрачалося 60 % усіх мікросхем, які вироблялися у США. Ключовою відмінністю вимог програми «Аполлон» від ракетних програм була значно більша потреба в надійності. Військово-морські й військово-повітряні сили мали змогу обійти проблеми надійності, розгорнувши більшу кількість ракет, тоді як політична й фінансова ціна невдачі програми «Аполлон» була неприйнятно високою.
Технології та методи, необхідні для програми «Аполлон», були розроблені в рамках програми «Джеміні». Програма «Аполлон» стала можливим завдяки тому, що НАСА застосувало нові досягнення в напівпровідникових електронних технологіях, зокрема польові транзистори зі структурою «метал — діелектрик — напівпровідник» (MOSFET) на Міжпланетній платформі моніторингу (IMP) та кремнієві інтегральні мікросхеми у бортовому комп'ютері «Аполлона».

### Вплив на культуру
Екіпаж «Аполлона-8» у прямому ефірі надіслав на Землю перші телевізійні знімки Землі й Місяця, а також зачитав історію створення світу в Книзі Буття напередодні Різдва 1968 року. Різдвяну трансляцію з дев'ятої орбіти Місяця бачила приблизно чверть населення світу — у прямому ефірі або в запису, а приблизно п'ята частина населення світу дивилася пряму трансляцію прогулянки астронавтів «Аполлона-11» по Місяцю.
Завдяки фотографіям, знятим астронавтами, програма «Аполлон» у 1970-х роках вплинула також на екологічний активізм. Найвідоміші фотографії — «Схід Землі», знята Вільямом Андерсом на «Аполлоні-8», та «Блакитна іграшкова куля», знята астронавтами «Аполлона-17». «Блакитна іграшкова куля», опублікована під час сплеску екологічного руху, стала символом екологічного руху як унаочнення крихкості, вразливості та ізольованості Землі серед безкрайніх просторів космосу.
На думку журналу «Економіст», програма «Аполлон» виконала завдання президента Роберта Кеннеді перемогти Радянський Союз у космічних перегонах, здійснивши єдине й значне досягнення — продемонструвати перевагу капіталістичної системи над соціалістичною. Іронією цього досягнення, як зазначило видання, було те, що досягнення цієї мети потребувало вкладення величезних державних ресурсів у рамках великої централізованої державної бюрократії.
Карл Саган, який безпосередньо брав участь у розвитку програми, залишив свої думки щодо її значення для людства:
|                                                          | Найважливіше, що «Аполлон» створив егіду, «парасольку», під якою блискуче спроєктований космічний робот був відправлений у політ через усю Сонячну систему, оглядаючи десятки космічних тіл. Нащадок «Аполлону» вирушив до краю, за яким закінчуються планети. |
| — Карл Саган, Блакитна цятка. Космічне майбутнє людства. | |

|                                                          | «Аполлон» дав таку упевненість, енергію й широту бачення, яка захопила уяву всього світу... Уперше жителі Землі змогли побачити свою планету згори — всю Землю, Землю в кольорі, Землю, як вишукану біло-синю кульку, яка обертається в темному просторі. Ці знімки допомогли пробудити нашу сонну відповідальність за планету. Вони дають безперечні свідчення того, що в нас на всіх одна вразлива планета. Нагадують, що є суттєвим, а що ні. Ці фотографії — предтечі блакитної цятки, сфотографованої з «Вояджера». |
| — Карл Саган, Блакитна цятка. Космічне майбутнє людства. | |

### Спроби відновлення даних трансляції «Аполлона-11»
До 40-ї річниці польоту «Аполлона-11» у 2009 році НАСА шукало оригінальні відеокасети із записом прямої телевізійної трансляції перебування астронавтів на Місяці. Після виснажливих трирічних пошуків було зроблено висновок, що плівки, ймовірно, були стерті й використані повторно. Натомість було випущено нову цифрову ремастерингову версію найкращих доступних телевізійних кадрів.

## У фільмах

### Документальні фільми
Програмі «Аполлон» та космічним перегонам присвячені численні документальні фільми:
- 1969: Footprints on the Moon: Apollo 11[169]
- 1970: Moonwalk One[170][171][172]
- 1978: The Greatest Adventure[173][174]
- 1989: For All Mankind[175] (укр. «Для всього людства»)
- 1994: Moon Shot[176]
- 1999: The Planets (телесеріал, укр. «Планети»), серія Moon (укр. «Місяць»)[177]
- 2005: Magnificent Desolation: Walking on the Moon 3D (укр. «Подорож на Місяць[en]»)[178]
- 2007: The Wonder of It All[179][180]
- 2007: In the Shadow of the Moon (укр. «У тіні Місяця[en]»)[181]
- 2008: When We Left Earth: The NASA Missions (мінісеріал, укр. «Епохальні польоти НАСА»)[182]
- 2008: Moon Machines (мінісеріал, укр. «Апарати місячних програм»)[183]
- 2009: James May on the Moon[184]
- 2009: Space Age: NASA's Story (мінісеріал)[185]
- 2019: Apollo 11 (укр. «Аполлон-11[en]»)[186]
- 2019: Chasing the Moon (мінісеріал)[187]

### Документальні драми
На основі деяких польотів у рамках програми «Аполлон» знято документальні драми:
- 1995: Apollo 13[188] (укр. «Аполлон-13»)
- 1996: Apollo 11[189] (укр. «Аполлон 11»)
- 1998: From the Earth to the Moon[190] (укр. «З Землі на Місяць»)
- 2000: The Dish[191] (укр. «Тарілка[en]»)
- 2005: Space Race[192]
- 2009: Moonshot[193]
- 2018: First Man[194] (укр. «Перша людина»)

### Художні фільми
Програма «Аполлон» тією чи іншою мірою згадується в таких художніх фільмах:
- 2011: Apollo 18[195] (укр. «Аполлон 18») — фільм жахів, який отримав переважно негативні відгуки.
- 2012: Men in Black 3[196][197] (укр. «Люди в чорному 3») — науково-фантастичний комедійний фільм. За сюжетом, агент Джей[en] (Вілл Сміт) повертається в минуле в 1969 рік, у день запуску «Аполлона-11», щоб запустити на ній у космос глобальну систему захисту Землі від прибульців.
- 2019: For All Mankind[198][199] (укр. «Заради всього людства») — телесеріал, де зображена альтернативна історія, у якій першою країною, що успішно висадила людину на Місяць, став Радянський Союз.
- 2023: Indiana Jones and the Dial of Destiny[200] (укр. «Індіана Джонс і реліквія долі») — п'ятий фільм франшизи про Індіану Джонса. За сюжетом, Юрген Воллер, співробітник НАСА та колишній нацист, який брав участь у програми «Аполлон», має намір подорожувати в часі. Важлива сюжетна подія — парад у Нью-Йорку з нагоди повернення на Землю астронавтів екіпажу «Аполлона-11».